# Shawnee

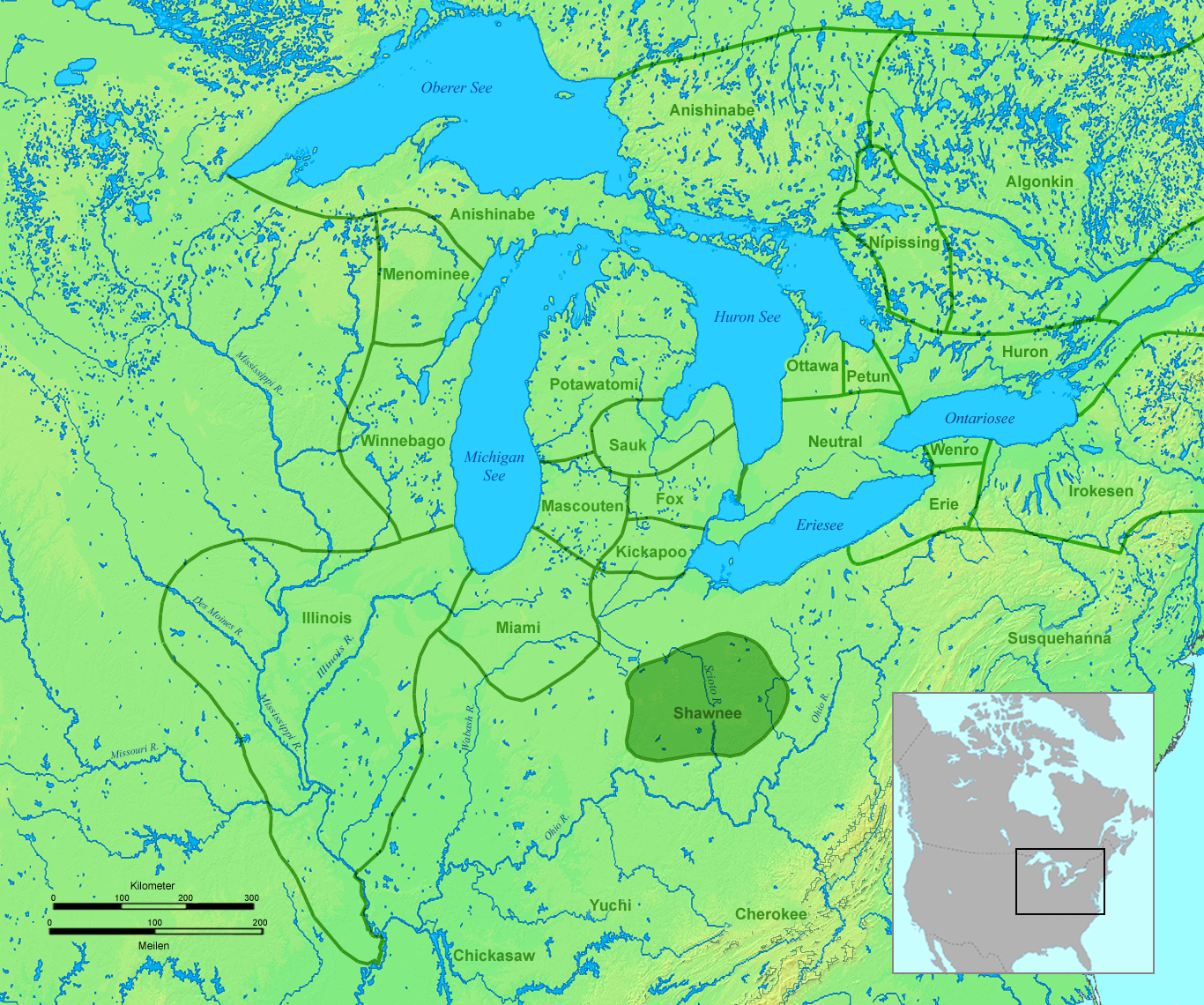
Wohn- und Jagdgebiet der Shawnee um 1650.

Die Shawnee, auch Shawanos oder Shawanese, sind ein ursprünglich im Gebiet der heutigen US-Bundesstaaten Ohio, West Virginia, Kentucky und im westlichen Pennsylvania ansässiges Indianervolk Nordamerikas. Ihre Sprache zählt zu den Algonkin-Sprachen. Besonders bekannt wurden die Shawnee durch ihre herausragenden Führer, wie Tecumseh, Cornstalk und Blue Jacket. Die Nachfahren der Shawnee sind heute mehrheitlich in drei von der Bundesregierung der Vereinigten Staaten anerkannten Stämmen (federally recognized) in Oklahoma zu finden. Weitere fünf, allerdings noch nicht anerkannte Gruppen gibt es in Ohio (4) und Kentucky (1).

## Wohngebiete
Im Verlauf ihrer bekannten Geschichte lebten die Shawnee immer verstreut an verschiedenen, häufig weit auseinander liegenden Orten. Dieser Umstand sowie ihre zahlreichen Wanderungen machen es äußerst schwierig, sie einem bestimmten Gebiet zuzuweisen. In der zweiten Hälfte des achtzehnten Jahrhunderts lebten sie im südlichen Ohio und Historiker vermuten, dass dieses Gebiet auch ihre Heimat im sechzehnten Jahrhundert gewesen sein kann.
Im siebzehnten Jahrhundert waren die Shawnee wiederum weit verstreut. Zur Zeit des ersten Kontakts mit Europäern wurde von mehreren Gruppen berichtet, die in Illinois, am Ohio, in Maryland und am Savannah River lebten. Um 1700 sammelten sich die meisten Shawnee im östlichen Pennsylvania und wanderten nach und nach westwärts in das Quellgebiet des Ohio, während einige bei den Creek in Alabama zurückblieben. Um 1750 konzentrierte sich der Stamm erneut im südlichen Ohio, um nach dem Amerikanischen Unabhängigkeitskrieg westwärts über den Mississippi zu ziehen. Schließlich siedelten die Shawnee in Oklahoma und bildeten drei separate Gruppen: Absentee Shawnee, Cherokee Shawnee und Eastern Shawnee.

## Externe Beziehungen

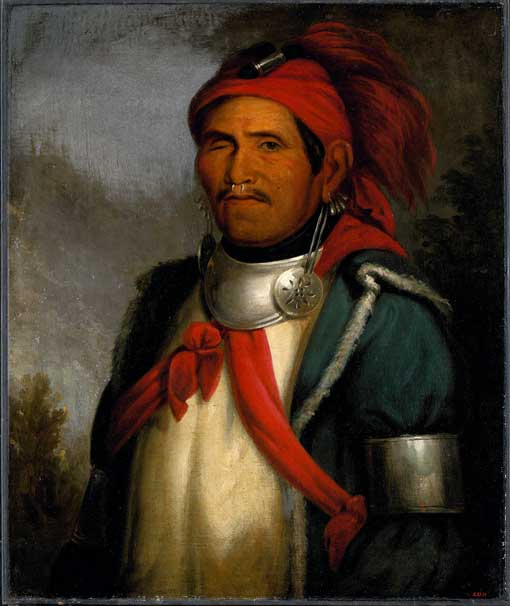
Shawnee-Prophet, Tenskwatawa um 1820, ein Bruder Tecumsehs.

Die Zersplitterung der Shawnee hatte den Zusammenschluss mit einer Reihe anderer Stämme zur Folge, besonders mit den Delaware, Irokesen und Creek.
Die Beziehung zu den Delaware begann Ende des siebzehnten Jahrhunderts. Zu dieser Zeit siedelten Shawnee in deren Nachbarschaft im östlichen Pennsylvania, teilten manchmal die gleiche Siedlung und zogen später gemeinsam ins Ohiotal. Im frühen neunzehnten Jahrhundert gab es jenseits des Mississippi oft gemischte Gruppen beider Stämme.
Die Beziehungen zu den Irokesen waren sehr komplex und wechselhaft. Delaware und Irokesen waren Feinde seit langer Zeit und die Irokesenliga trieb die Shawnee aus dem Ohiotal hinaus, bevor die Europäer in dieses Gebiet eindrangen. Die Wanderung der Shawnee nach Pennsylvania begann erst nach dem Friedensschluss zwischen beiden Stämmen. Die Shawnee im westlichen Pennsylvania und Ohio waren mit der Irokesengruppe verbunden, die Mingo genannt wurde und später unter dem Namen Seneca of Sandusky bekannt wurden. Diese sogenannten Eastern Shawnee trennten sich vom Rest ihres Stammes, um die Seneca nach Oklahoma zu begleiten.
Die Verbindung der Shawnee mit den Creek stammte offenbar aus der Zeit vor dem europäischen Kontakt. Vom Beginn des siebzehnten Jahrhunderts bis zum späten achtzehnten Jahrhundert bestand innerhalb der Creek-Konföderation gewöhnlich mindestens eine Shawnee-Siedlung. Es gab auch eine alte Verbindung zu den Yuchi, aber Näheres darüber ist unbekannt. Die Shawnee befanden sich oft im Krieg mit anderen südöstlichen Stämmen, besonders mit den Catawba und Chickasaw. Im neunzehnten Jahrhundert war die Verbindung zwischen Shawnee und Cherokee häufig sehr eng und eine große Gruppe ging schließlich in der Cherokee-Nation auf.
Als die Shawnee im östlichen Pennsylvania lebten, hatten sie gute Beziehungen zu den Engländern. In den Jahren der englisch-französischen Rivalität versuchten die Shawnee, ihre eigene Unabhängigkeit zu sichern, indem sie die Kolonialmächte gegeneinander ausspielten und ihre Allianzen wechselten. Ihre beständige Opposition gegen eine weiße Besiedlung über die Appalachen nach Westen hinaus führte zur Teilnahme an Pontiacs Aufstand und am Lord Dunmores Krieg. Sie waren wahrscheinlich die Hauptmacht in der indianischen Front, die der amerikanischen Expansion während und nach dem Unabhängigkeitskrieg widerstand. Fortdauernde Kriege zersplitterten die Shawnee erneut und erschöpften sie vermutlich. Obwohl sich der Widerstand gegen die amerikanische Expansion auch unter den Führern Tecumseh und Tenskwatawa fortsetzte, versagten ihnen zahlreiche Stammesangehörige die Gefolgschaft.

## Städte der Shawnee
| Shawnee-Dorf        | Zeitraum  | heutiger US-Bundesstaat |
| ------------------- | --------- | ----------------------- |
| Chartier`s Old Town | 1725–1745 | Pennsylvania            |
| Chillicothe         | 1758–1776 | Ohio                    |
| Chillicothe         | 1790      | Indiana                 |
| Chillisquaque       | bis 1728  | Pennsylvania            |
| Eskippakithiki      | 1745–1748 | Kentucky                |
| Kispoko             | 1758–1776 | Ohio                    |
| Lewiston            |           | Ohio                    |
| Logstown            | 1743–1758 | Pennsylvania            |
| Lower Piqua         | 1780–1790 | Indiana                 |
| Lower Shawnee Town  | 1735–1758 | West Virginia           |
| Mekoche             |           | Ohio                    |
| Maqueechalk         | 1758–1776 | Ohio                    |
| Old Chillicothe     | 1776–1789 | Ohio                    |

| Shawnee-Dorf | Zeitraum  | heutiger US-Bundesstaat |
| ------------ | --------- | ----------------------- |
| Old Piqua    | 1776–1780 | Ohio                    |
| Onesson      | 1731      | Pennsylvania            |
| Paxtang      | 1707–1730 | Pennsylvania            |
| Pechoquealin | 1694–1728 | Pennsylvania            |
| Pequewhan    | 1697–1707 | Pennsylvania            |
| Pekowi       | 1758–1776 | Ohio                    |
| Sewickley    | 1731–1734 | Pennsylvania            |
| Starved Rock | 1683–1688 | Illinois                |
| Tippecanoe   |           | Indiana                 |
| Upper Piqua  | 1780–1790 | Indiana                 |
| Wacatomica   | bis 1774  | Ohio                    |
| Wapakoneta   | 1795–1833 | Ohio                    |
| Wyoming      | 1728–1750 | Pennsylvania            |

## Traditionelle Gruppen der Shawnee
Die Shawnee bildeten eine lose Stammeskonföderation aus fünf verschiedenen Gruppen. Es ist umstritten, ob diese Gruppen ursprünglich unabhängige Stämme waren, die sich zum Stammesverband der Shawnee zusammenschlossen, oder ob sich die Gruppen während der großen Wanderungen bildeten. Jede dieser fünf Stammesgruppen hatte ihre spezifischen Aufgaben und kulturellen Verpflichtungen innerhalb des Stammes:
- Chillicothe (auch Chalahgawtha, Chalaka, Chalakatha) und
- Hathawekela (auch Thawekila, Chalaiwa, Chalaka) waren verantwortlich für die Innen- und Außenpolitik der Shawnee und stellten meist die politischen Stammesführer und Häuptlinge.
- Kispoko (auch Kishpoko, Kispokotha, Kishpokotha) waren die kleinste Gruppe innerhalb der Shawnee, übernahmen die Führung bei der Vorbereitung und Ausbildung für den Krieg und stellten die Kriegshäuptlinge.
- Mekoche (auch Mequachake, Machachee, Maguck, Mackachack) waren verantwortlich für die Gesundheit und die Medizin der Shawnee, stellten meist die Schamanen und Berater der Häuptlinge.
- Pekowi (auch Pekuwe, Pekowitha, Piqua) waren verantwortlich für Religion und Rituale der Shawnee.

Die Mitgliedschaft in einer Stammesgruppe oder in einem Clan wurde vom Vater vererbt (patrilinear), anders als bei benachbarten Stämmen, wie den Irokesen, bei denen die mütterliche Erbfolge vorherrschte. Jede Gruppe hatte einen eigenen Häuptling sowie ein Hauptdorf, das in der Regel nach dem Namen der Stammesgruppe benannt war, wo der Häuptling lebte. Als die traditionellen Rollen der Stammesgruppen innerhalb der losen Konföderation der Shawnee von den Europäern und Amerikanern in schriftlicher Form aufgezeichnet wurden, waren diese starken sozialen Traditionen bereits am Verblassen. Daher sind sie bis heute weitgehend unverstanden geblieben. Infolge der Kriege mit den Kolonialmächten England und Frankreich und später den USA vom 17. bis ins 19. Jahrhundert mussten die Shawnee mehrmals ihre Stammesgebiete wechseln, hierbei wurden ihre Stammesgruppen stark dezimiert, vermischten sich mit Splittergruppen fremder Stämme und änderten auch ihre Rolle innerhalb des Stammesverbands.
Neben den fünf Stammesgruppen waren die Shawnee ursprünglich in bis zu 34 Clans unterteilt, von denen bis in die Zeit von Tenskwatawa nur ein Dutzend überlebten: Schlange, Schildkröte, Waschbär, Truthahn, Falke, Hirsch, Bär, Wolf, Panther, Wapiti, Bison, Baum.

## Kultur
In der traditionellen Kultur der Shawnee sind beträchtliche Ähnlichkeiten mit der Lebensform anderer Stämme zu finden. So ist eine prähistorische Verwandtschaft mit den Sauk, Meskwaki und Kickapoo zu erkennen, die sich in alten Sitten und Gebräuchen und ähnlicher Sprache äußert. Eine Anzahl von Bräuchen weist auf Ähnlichkeiten mit den südöstlichen Stämmen hin, wie zum Beispiel politische und rituelle Funktionen in der Organisation ihrer Städte.

### Lebensunterhalt
Zum Lebensunterhalt hatten die Shawnee eine Kombination aus Jagd, Ackerbau und dem Sammeln von Waldfrüchten entwickelt. Seit dem frühen achtzehnten Jahrhundert war die Jagd stark auf den Pelzhandel ausgerichtet. In Pennsylvania und dem Ohiotal konzentrierten sich die Aktivitäten jedoch eher auf Hirschfelle als auf Biberpelze. Der jährliche Zyklus begann Ende September, wenn die Shawnee ihre Städte verließen, um Winterlager in geschützten Tälern zu errichten. Ältere Leute und kleine Kinder blieben den Winter hindurch im Lager, während Gruppen von aktiven Männern und Frauen lange Jagdausflüge unternahmen, die zwei bis drei Monate dauern konnten. Zu den wichtigsten gejagten Tieren gehörten Hirsche, Büffel, Bären, Berglöwen und Truthähne. Diese Jagden endeten gewöhnlich im Dezember. Im Januar und Februar fingen die Shawnee kleinere Pelztiere in Fallen und kehrten im März in ihre Städte zurück. Nachdem die Felder vorbereitet waren, begann im April das Pflanzen von Mais, Bohnen und Kürbissen. Im Sommer brachten Frauen die Ernte ein und sammelten essbare Wildpflanzen in den Wäldern, die Männer hingegen fischten und/oder gingen auf die Hirschjagd. Nach der letzten Maisernte im August begann die Gemeinde wieder mit den Vorbereitungen für den Umzug ins Winterquartier. Obwohl die Felder den jeweiligen Familien gehörten, wurden sie alle an einem Ort zusammengelegt, normalerweise südlich der Stadt. Frauen bepflanzten gemeinsam ein Feld und markierten ihren Bereich, denn jeder gehörte später die eigene Ernte. Das Pflanzen war mit bestimmten Ritualen verbunden, wie auch die herbstliche Jagd.

### Häuser und Städte
Die traditionellen Städte der Shawnee bestanden aus rindenbedeckten Hütten, vergleichbar mit den Langhäusern der Irokesen oder ähnlichen Bauwerken der Sauk, Meskwaki und Kickapoo. Im späten achtzehnten Jahrhundert wurden sie von Blockhäusern abgelöst, die aus einem Raum bestanden und ein Rindendach besaßen. Jede Stadt hatte als Zentrum ein großes hölzernes Bauwerk, das für Ratsversammlungen, zur Ausübung von Ritualen und für religiöse Feste benutzt wurde. Thomas W. Alford nennt diese Gebäude „Tempel“, obwohl ihre Funktion nicht auf Rituale beschränkt war. Das Rathaus in Old Chillicothe war rund 60 Fuß (18,25 m) im Quadrat groß, während das entsprechende Gebäude in Lower Shawnee Town an die 90 Fuß (27,28 m) maß. Die Stadt der Shawnee in Alabama hatte ebenfalls ein quadratisches rindenbedecktes Rathaus, das sich im Aussehen von den Häusern der Creek unterschied. Im Krieg gegen die Vereinigten Staaten im späten achtzehnten Jahrhundert benutzten die Shawnee ihre Rathäuser als Fort, wenn sich die Bewohner einer Stadt zur Verteidigung anstelle zur Flucht entschlossen hatten. 1779 widerstanden die Shawnee von Old Chillicothe, die in einem derartigen Gebäude Zuflucht gesucht hatten, erfolgreich einer amerikanischen Einheit von 265 Mann, obwohl ihre eigene Kampfstärke nur aus 25 Kriegern und 15 Jungen bestand, von denen nicht einmal alle Gewehre hatten.
Aus Christopher Gists Annahme, dass Lower Shawnee Town 1751 von rund 300 Kriegern bewohnt wurde, kann man auf eine Gesamtbevölkerung von 1.200 Personen schließen. Zu dieser Zeit bestand die Stadt aus etwa 140 Hütten, die auf beiden Seiten des Ohio an der Mündung des Scioto Rivers lagen. Old Chillicothe hatte 1779 ebenfalls rund 1.200 Einwohner. Beide Städte waren relativ große Siedlungen, die als Hauptstädte des Stammes anzusehen waren.

### Lebenszyklus
Die Geburt eines Kindes erfolgte in einer kleinen, abseitsstehenden Hütte. Die Mutter blieb mit ihrem Kind in dieser Hütte bis zur Namenszeremonie, die zehn Tage nach der Geburt stattfand. Im frühen neunzehnten Jahrhundert erhielt das Neugeborene seinen Namen von einem älteren Mann, der aus einem anderen Clan stammen musste. Der Name wurde auf einem Fest bekannt gegeben, zu dem die Eltern ihre Freunde und Verwandten einluden. Zum Ritual gehörten Gebete für das Kind und seine Eltern, sowie eindringliche Ermahnungen, das Kind sorgfältig aufzuziehen. Bei Namensgleichheit mit einem anderen Clanmitglied bekam das Kind einen Zweitnamen. Erwachsene, die oft krank oder mehrmals im Kampf verwundet wurden, konnten ihren Namen wechseln, um mehr Glück im Leben zu haben. Der Namenswechsel erforderte eine Zeremonie, die der eben beschriebenen ähnlich war.
Im späten neunzehnten Jahrhundert hatten sich in den Clans Gruppen gleicher Namen entwickelt. Um dem entgegenzuwirken, wurde die Methode der Namenswahl geändert. Zwei ältere Männer oder Frauen, deren Clan-Zugehörigkeit jetzt unwichtig war, schlugen mehrere Namen vor, die ihnen nach einem Gebet eingefallen waren. Die Eltern wählten einen von ihnen aus. Während eines langen Gebets zur Schöpferin wurde das Kind gehalten und der Name viermal laut verkündet.
Im Gegensatz zu anderen Algonkin, die in der Pubertät nach Visionen suchten, geschah dies bei den Shawnee schon im Alter von sieben Jahren. Hochzeiten wurden von den Eltern des Brautpaares ausgerichtet oder es war zumindest deren Zustimmung nötig. Ein Heiratsantrag erfolgte von der Mutter des Mannes an die Mutter der Frau und war von einem Geschenk begleitet. Die Akzeptanz des Geschenks galt als Zustimmung. Die weiblichen Verwandten der Frau teilten die Geschenke auf und bereiteten ein Fest mit vegetarischen Gerichten als Gegengeschenk vor. Die Braut und das Hochzeitsmahl wurden daraufhin zum Haus des Bräutigams gebracht, wo die Hochzeitsfeier stattfand. Eine Scheidung kam gelegentlich vor und konnte von jeder Partei eingeleitet werden. Bei den Shawnee gab es vereinzelt auch Vielehe.
Leichname wurden von Freunden angekleidet und bemalt. Sie brachten danach den Toten zum vorbereiteten Grab. Diese Begleiter, die zu einem anderen Clan als dem des Verstorbenen gehörten, bekamen als Ausgleich für ihre Dienste etwas aus dem Besitz des Toten. Der übrige Besitz wurde unter den Verwandten aufgeteilt. Männliche Tote wurden von Männern beerdigt, während Frauen von Beerdigungsbegleitern beiderlei Geschlechts bestattet wurden. Die Leichname wurden neu eingekleidet, es gab jedoch keine Grabbeigaben. Der Tote wurde in ausgestreckter Lage mit dem Kopf nach Westen beerdigt. Bevor man das Grab füllte, wurde es von Freunden und Verwandten umringt, die etwas Tabak über den Körper streuten und die Seele des Toten baten, nicht zurückzublicken. Bei einer Totenfeier in der Hütte wurden die Trauernden von einem älteren Mann auf ihr rituelles Verhalten in nächster Zeit hingewiesen. Die zwölf Tage vorgeschriebener Trauer endeten mit einem weiteren Fest. Danach konnten die Angehörigen ihrer normalen Arbeit und ihren Vergnügungen nachgehen. Überlebende Ehegatten waren verpflichtet, ein Jahr lang zu trauern, ohne ihre Kleider zu wechseln, sich mit Farbe zu bemalen oder Schmuck zu tragen. Angehörige des überlebenden Ehegatten kleideten ihn anschließend neu ein, schmückten ihn und bereiteten ein Fest vor, um das Ende der Beschränkungen zu feiern. Beim Tod einer hervorragenden Persönlichkeit wurde ein Jahr später eine öffentliche Zeremonie veranstaltet, die „Turning Dance“ hieß. Dieses vier Tage dauernde Ereignis bestand aus einem Fest und Tänzen, gefolgt von der Ausstellung von Spenden, die die Verwandten für diesen Zweck gestiftet hatten.

### Soziale Organisation
Eine duale Teilung in Moieties gab es offenbar nicht bei den Shawnee. Der Ethnologe Charles C. Trowbridge beschreibt jedoch ein System von zwölf patrilinealen Clans: Schlange, Schildkröte, Waschbär, Truthahn, Falke, Hirsch, Bär, Wolf, Großer Luchs, Elch, Büffel und Baum. Er berichtet, dass es früher sogar 34 Clans gegeben hätte. Lewis H. Morgan weist auf wesentliche Veränderungen in der Clan-Struktur zwischen 1824 und 1859 hin. Clans waren nun weder exogamisch (Heirat nur außerhalb des Clans), noch waren sie weiter patrilineal. Der Name eines Kindes konnte zum Clan jedes Elternteils gehören, seltener zu einem anderen Clan. Morgan glaubte, die Shawnee benötigten dieses System, um eine relative Gleichheit der Clangröße zu erhalten. Nach 1859 entwickelte sich bei den Shawnee ein System von sechs Namensgruppen: Truthahn, Schildkröte, Runde Füße, Pferd, Waschbär und Kaninchen. Namen, die auf ähnliche Eponyme (von einem Personennamen stammende Gattungsbezeichnung) hinweisen, wurden zu einer Phratrie (Clan-Verband) zusammengefasst.
Trowbridge berichtet, dass der oberste Kriegshäuptling zum Großen-Luchs-Clan gehörte und eine zurückkehrende Kriegstruppe von Kriegern geführt wurde, die zum Wolf-Clan gehörten, während die Mitglieder des Großen-Luchs-Clan die Nachhut bildeten. Wichtige Rituale sowie politische und andere Positionen wurden Personen zugewiesen, die aufgrund ihrer Clan-Zugehörigkeit und ihrer Persönlichkeit geeignet waren. Die Shawnee verlangten nach Verhaltensvorschriften, wie sie den Stolz auf ihre Eponyme öffentlich zeigen konnten, und ebenfalls, um Mitglieder anderer Namensgruppen zu necken oder ihnen Streiche zu spielen. Thomas W. Alford sagt, dass die „Kameradschaft oder Bindung, die zwischen denjenigen derselben Namensgruppe bestand, ausgezeichnet war und es bedeutete ein herrliches Gefühl von Blutsverwandtschaft und Intimität, eine Art von Zugehörigkeit, die viel Fröhlichkeit und harmlosen Spaß bei Alt und Jung brachte.“
In den Scherzen, die die heutigen Namengruppen charakterisieren, werden die Schildkröten und Truthähne als Freunde angesehen und sind Gegner der Pferde und „Rundfüße“. Allerdings hat sich dieses Zweiersystem nicht auf die anderen Namensgruppen ausgedehnt. Alford ist der Ansicht, dass die fünf Abteilungen in zwei Einheiten zusammengefasst waren. Eine davon bestand aus den Calaka und Mekoce und die andere wurde aus den Kispoko, Pekowi und Zawikila gebildet.

### Politische Organisation
Politisch waren die Shawnee in Friedens- und Kriegsorganisationen unterteilt. Die Friedensorganisation stützte sich auf fünf Abteilungen, von denen jede einen eigenen Häuptling besaß. Dieses Amt war autonom, insofern die Aktion auf die eigene Stadt begrenzt war. In Stammesfragen erkannte er allerdings die Autorität des Stammeshäuptlings an, der entweder zu den Hathawekela (Thawikila) oder zu den Chalaka (Chalaaka) gehörte. Die Häuptlingswürde war normalerweise erblich, gehörte jedoch um 1824 offenbar nicht mehr zu einer bestimmten Lineage. Wenn einer der Offiziellen starb, wählten die anderen Häuptlinge und Führungsleute seinen Nachfolger und nahmen gewöhnlich einen seiner Söhne; hatte er keine Söhne, fiel die Wahl nicht unbedingt auf einen seiner Verwandten.
Der Kriegshäuptling des Stammes gehörte der Kispoko-Abteilung an, die die Verantwortung für den Krieg hatte, sowie dem Großen-Luchs-Clan, dessen Eponym über geeigneten Qualitäten verfügte. Wahrscheinlich hatte jede Abteilung ein derartiges Amt als Gegenstück zum Friedenshäuptling. Stammesräte bestanden aus Häuptlingen beider Organisationen. Auch ältere Männer nahmen an Beratungen teil, um ihre Erfahrungen einzubringen. Nur Häuptlinge konnten abstimmen, wenn über Krieg oder Frieden entschieden wurde. Neben dem Stammesrat, dessen Beratungen sich wahrscheinlich auf Stammespolitik konzentrierten, ist die Existenz eines Rates für jede Stadt überliefert.
Trowbridge beschreibt ein System von weiblichen Häuptlingen, gewöhnlich Mütter oder andere enge Verwandte der männlichen Häuptlinge. Ähnlich wie bei den männlichen Häuptlingen waren auch sie in Friedens- und Kriegsorganisationen unterteilt. Die wichtigste politische Aufgabe eines weiblichen Friedenshäuptlings bestand aus ihrem Recht, den Kriegshäuptling aufzufordern, einen geplanten Angriff abzubrechen. Männliche Friedenshäuptlinge, die gegen den Angriff waren, konnten sie bitten, einen derartigen Einspruch vorzutragen, der zumeist erfolgreich war. Sie waren in der Lage, den zum Tode verurteilten Gefangenen das Leben zu retten. Weibliche Häuptlinge leiteten das Bestellen der Felder und beaufsichtigten die Feste. Während der weibliche Kriegshäuptling für das Kochen des Fleisches zuständig war, überwachte der weibliche Friedenshäuptling die Zubereitung von Mais und Gemüse.
Gab es innerhalb des Stammes einen Mordfall, durfte die Familie des Opfers sich in gleicher Weise am Täter rächen. Alternativ war als Sühne auch die Zahlung einer bestimmten Menge an Wampum möglich: Für einen Mann 60 und für eine Frau 150 Schnüre. Hatte der Mörder einen hohen Status oder war in anderer Weise für die Stadt oder den Stamm von Bedeutung, konnten der Häuptling persönlich die notwendige Menge an Wampum sammeln. Wenn ein Verwandter des Opfers den Mörder tötete, galt die Angelegenheit als erledigt, die Vergeltung durch einen Nichtverwandten jedoch wurde als ein weiterer Mord angesehen. Diebstahl war ein ernstes Vergehen und zog ein Gerichtsverfahren vor dem Stadtrat nach sich, der üblicherweise eine öffentliche Prügelstrafe verhängte. Er konnte einen unverbesserlichen Dieb als vogelfrei erklären, der von dessen Opfer getötet werden konnte, ohne Rache befürchten zu müssen.

### Kriegsführung
Wenn der Stammesrat für Krieg gestimmt und der oberste Häuptling diese Entscheidung bestätigt hatte, zirkulierte ein rot bemalter Tomahawk in den Shawnee-Städten als Aufforderung, am Kriegszug teilzunehmen. Die freiwilligen Teilnehmer versammelten sich in der Stadt des Kriegshäuptlings, um dessen Pläne zu diskutieren. Zu den Teilnehmern zählte gewöhnlich auch ein Schamane, zu dessen Funktionen sowohl die Weissagung als auch die Behandlung von Verwundeten gehörte. Ein Kriegstanz ging dem Aufbruch der Krieger voraus. Bevor sie sich dem Feind näherten, gingen die jungen Männer auf die Jagd, um zwölf Hirsche zu erlegen. Diese wurden bei einem Fest verzehrt, in dessen Verlauf der Führer eine aufrüttelnde Rede hielt.
Nach dem Kriegszug schickten die rückkehrenden Krieger einen Boten voraus, um den Häuptling der Stadt Meldung über Sieg oder Niederlage zu machen. Dieser informierte anschließend seinen weiblichen Gegenpart, der ein Fest vorbereitete. Wenn die Krieger sich der Stadt näherten, stießen sie den Kriegsschrei aus. Jungen und junge Männer, die zur Begrüßung herauskamen, durften die mitgeführten Gefangenen beschimpfen und schlagen, bis das Rathaus erreicht war. Dort inspizierte sie der weibliche Kriegshäuptling und dankte den Kriegern für dieses Geschenk. Gefangene, die man schwarz bemalt hatte, waren für den Tod bestimmt, es sei denn, der weibliche Friedenshäuptling erhob Einspruch, bevor sie die Stadt betraten. Andere Gefangene wurden unter den Bewohnern je nach Bedürftigkeit verteilt, oder um anstelle toter Angehöriger adoptiert zu werden. Ein Friedenshäuptling begann im Rathaus mit dem Kriegsgesang, bei dem die Krieger bis zur Dämmerung tanzten und sich nackt auszogen. Jeder Krieger schlug an einen Pfahl, während er seine Ruhmestaten vortrug. Sie blieben vier Tage lang im Rathaus, tranken Aufgüsse aus Pflanzen und aßen so wenig wie möglich.

### Religion
Die zahlreichen Götter der Shawnee wurden mehr oder weniger überwacht und beeinflusst. Diese Aufgabe fiel einem höheren Wesen zu, einer gewöhnlich „Unsere Großmutter“ oder „Schöpferin“ genannten Frau. Sie trug den Vornamen „Wolke“ (Cloud). Mit ihr eng verbunden war ihr Enkel, der „Rundseite“ (Rounded Side) oder „Wolkenjunge“ (Cloudy Boy) genannt wurde, sowie ein kleiner Hund. Ihr zur Seite standen eine Reihe von „Zeugen“ (witnesses), die als Vermittler zwischen ihr und den Shawnee fungierten. Die wichtigsten davon waren Tabak, Feuer, Wasser und Adler. Andere Gestalten und Objekte, wie die Donnervögel, die „Vier Winde“ und die Medizinbündel der Abteilungen waren als Zeugen weniger bedeutend, hatten aber andere sehr wichtige Funktionen. Unsere Großmutter erschuf die Erde und die Schildkröte, von der sie getragen wurde. Nachdem ihr Enkel sie durch eine Flut vernichtet hatte, schuf sie die Erde neu. Sie erschuf auch die Shawnee, obwohl einige Abteilungen auch von ihrem Enkel gezeugt wurden. Sie lehrte das Volk, „sich zu schützen, zu leben, zeremonielle Tänze aufzuführen, Mais anzubauen, zu jagen, Häuser zu bauen und ihre Gesetze zu befolgen“. Nachdem sie diese Instruktionen weitergegeben hatte, verließ sie die Erde und ging zu ihrem heutigen Domizil im Himmel, der auch Aufenthaltsort des Todes war. Die zwölf Shawnee-Gesetze beinhalten den wichtigsten Teil der Instruktionen, die sie von der Schöpferin erhalten hatten. Das erste Gesetz stellt ihren Ursprung und Zweck voran, beschreibt den Nutzen seiner Beachtung und die Folgen von Nichtbeachtung. Außerdem gibt es Weisungen über das sexuelle Verhalten, z. B. bei Geschlechtsverkehr in Zeiten der Menstruation und der Schwangerschaft. Das zweite Gesetz enthält ebenfalls allgemeine Vorschriften für das tägliche Leben. Die verbliebenen zehn Gesetze beziehen sich jeweils auf ein besonderes Tier: Hirsch, Bär, Hund, Vogel, Wolf, Büffel, Waschbär, Schildkröte, Truthahn und Krähe. Sie beschreiben den Nutzen der Tiere für die Menschen und die Art und Weise des Umgangs mit ihnen.

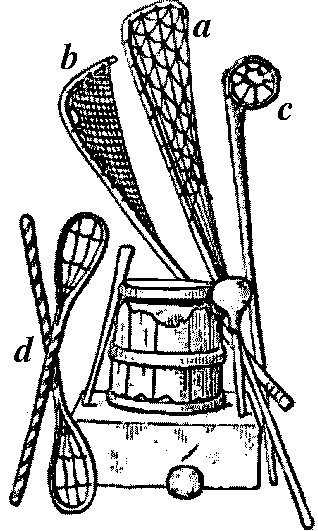
Die Stämme spielten Lacrosse mit unterschiedlichen Schlägern: a Irokesen, b Passamaquoddy, c Chippewa, d Cherokee

Der Einfluss „Unserer Großmutter“ durchdrang fast jeden Aspekt der Shawnee-Religion, war aber am stärksten bei gemeinsamen Ritualen der Verehrung und am schwächsten bei individuellen Aktivitäten, wie der Suche nach Visionen und der Ausübung von Zauberei. Im Mittelpunkt des öffentlichen Gottesdienstes standen die jährlichen zeremoniellen Tänze. Zu den wichtigsten gehörten der Frühlings-Brottanz, mit dem man um eine reiche Ernte bat, und der Herbst-Brottanz, der als Erntedank galt und mit dem um reichliche Jagdbeute gebeten wurde. Zu jedem Tanz gehörte ein Festessen, für das zwölf Männer auf eine besondere Jagd gingen, um Fleisch zu beschaffen, das von zwölf Frauen gekocht wurde. Laut Alford wurden diese Ämter lebenslang übertragen, konnten aber bei schlechter Ausübung aberkannt werden. Der Häuptling der Abteilung rief zur Versammlung auf und eröffnete ein Ballspiel, bei dem Frauen gegen Männer spielten. Das verlierende Team musste Brennholz für die Zubereitung des Festessens und das Feuer besorgen, das den nächtlichen Tanz beleuchtete. Die gesamte Stadt versammelte sich zur Morgendämmerung des dritten Tages nach ihrem Aufbruch, um die zwölf Jäger zu empfangen. Während die Frauen das Fleisch zubereiteten, tanzten die Jäger. Ein rhetorisch erfahrener älterer Mann trug ein Gebet an die Schöpferin vor. Danach wurde bis zum späten Nachmittag getanzt und das Festessen aufgetragen. In früherer Zeit kehrte die Schöpferin persönlich zur Erde zurück, um am Fest teilzunehmen.
Die Brottänze eröffneten und beschlossen die zeremonielle Jahreszeit, in der weitere wichtige Rituale stattfanden, wie der Grüne-Mais-Tanz (Green Corn Dance) im August, der die erste Maisernte anzeigte. Bei dieser Gelegenheit wurden Gesetzesbrecher amnestiert, wobei alle Missetaten außer Mord vergeben wurden. Aus John Johnstons kurzen Aufzeichnungen dieser Vorgänge geht hervor, dass sich die gesamte Bevölkerung der Stadt um das Rathaus versammelte und große Mengen an Essensvorräten für das Festmahl mitbrachte. Das Ritual dauerte vier bis zwölf Tage und enthielt eine Botschaft, die sowohl Dank ausdrückte als auch moralische Weisungen enthielt. Ein anderes jährliches Fest, das es schon lange nicht mehr gibt, war das Ritual der Falschgesichter (false faces). Gebete an Unsere Großmutter wurden auch bei Erstefrucht-Zeremonien (first fruits), Beerdigungen und Namensgebungs-Ritualen (naming) gerichtet, wie auch bei jährlichen Ereignissen, z. B. dem Geisterfest (ghost feast) und dem Ende der Lacrosse-Saison.
Ein weiterer ritueller Mittelpunkt waren die Heiligen Bündel (sacred packs), von denen jedes einer Abteilung gehörte. Sie waren ebenfalls von Unserer Großmutter erschaffen worden und blieben unter ihrer Aufsicht. Die Heiligen Bündel waren eines der geheimnisvollsten Merkmale der Shawneekultur, und es wurde nur sehr selten darüber gesprochen. Dementsprechend gibt es nur spärliche Informationen darüber. Obwohl Trowbridge Unsere Großmutter erwähnt, die mit ihrem Enkelsohn zusammen die Indianer bewacht, ist ihre Rolle unzweifelhaft dem Großen Geist unterstellt, dem die meisten ihrer Funktionen und Taten zugeschrieben wurden. Charles Voegelin und Erminie Voegelin, die diese Diskrepanz zu anderen Ethnologen untersuchten, kamen zu dem Schluss, dass die Vorstellung eines weiblichen Schöpfers eine eher späte Veränderung in ihrer Religion war, die die Shawnee von den Irokesen übernommen haben könnten.

## Geschichte

### Ursprung
Vermutlich lebten die Shawnee ursprünglich, zusammen mit anderen Algonkin sprechenden Stämmen, in der Umgebung des Lake Winnipeg und sind als einer der ersten Stämme nach Süden gewandert. Wahrscheinlich fand diese Wanderung gleichzeitig mit der der Lenni Lenape und Nanticoke im 13. Jahrhundert statt. Aufgrund der Gebräuche der Shawnee vermuten einige Historiker, dass sie gegen 1500 in den nordöstlichen Gebieten der Großen Seen siedelten, die Meinungen gehen hier jedoch auseinander. Sicher ist, dass sie um 1650 im südlichen Ohio und im nördlichen Kentucky lebten.
Besonders eng, sowohl sprachlich als auch kulturell, waren die Shawnee mit den Lenni Lenape, Miami, Kickapoo, Illinois, Sauk und Meskwaki verwandt. Bei Verhandlungen mit benachbarten Stämmen sowie gegenüber den Europäern und Amerikanern bezeichneten die Shawnee (wie übrigens die meisten Algonkin-Stämme des Nordostens und der Atlantikküste) die Lenni Lenape als ihre „Großväter“, die Wyandot und Irokesen als „Onkel“ oder „Ältere Brüder“ und andere Stämme als „Jüngere Brüder“.

### Vertreibung in den Biberkriegen

Jagdgebiet der Biber in Nordamerika nach dem Nanfan-Vertrag von 1701

Über Details der Shawnee-Vertreibung aus dem Ohiotal im Verlauf der ersten Biberkriege ist kaum etwas bekannt. Für diese Vertreibungen sind die Irokesen verantwortlich, doch die Shawnee könnten auch Krieg gegen die Erie und Neutral geführt haben. Um 1656 hatten die Irokesen ihre irokesisch sprechenden Nachbarn mit Ausnahme der Susquehannock besiegt und begannen, die Algonkinstämme im Ohiotal und südlichen Michigan zu attackieren. Die meisten Algonkin flüchteten nach Wisconsin, doch einige der Shawnee konnten sich in den nächsten Jahren als Alliierte der Susquehannock behaupten. 1675 hatten die westlichen Irokesen auch die Susquehannock besiegt. Die Shawnee mussten aus Mangel an Feuerwaffen das obere Ohiotal verlassen und wurden in vier Gruppen versprengt.
Zwei dieser Gruppen zogen um 1674 südwärts zu den Cherokee im östlichen Tennessee, obwohl die Beziehungen beider Stämme in der Vergangenheit nicht immer friedlicher Art waren. Die Cherokee erlaubten einer Shawnee-Gruppe (Chillicothe und Kispoko), am Cumberland River zu siedeln, um sie als Puffer gegen die Chickasaw zu benutzen. Die Chickasaw waren traditionelle Feinde der Cherokee. Als die Franzosen in den 1670er Jahren das Tal des Cumberland Rivers erkundeten, trafen sie auf eine Gruppe der Shawnee. Die zweite Shawnee-Gruppe (Hathawekela) durfte am Savannah River in South Carolina siedeln und diente hier als Puffer gegen die Catawba im Osten, ebenfalls Feinde der Cherokee. Im Jahr 1674 trafen britische Händler auf diese Shawnee und nannten sie Savannah.
Die beiden anderen Shawnee-Gruppen aus dem Ohiotal zogen in entgegengesetzte Richtungen. Eine Gruppe (Piqua) ging nach Osten zu den Delaware, wo sie am Zusammenfluss von Pequa Creek und Susquehanna River im südlichen Pennsylvania siedelten. Die letzte Gruppe (Chaouesnon) zog nach Westen ins Land der Illinois. Aus französischen Aufzeichnungen geht hervor, dass 1683 rund 3.000 westliche Shawnee in der Umgebung des französischen Handelspostens bei Fort St. Louis am oberen Illinois River lebten.
Infolge der permanenten irokesischen Attacken war das Ohiotal zwischen 1670 und 1730 von Indiana im Westen bis Pennsylvania im Osten nahezu unbesiedelt. Das Gebiet wurde von den Irokesen als zusätzliches Jagdgebiet genutzt. Ohne die relativ dichte Bevölkerung der früheren Jahre konnte sich der Wildbestand erholen und das Ohiotal zu einem hervorragenden Jagdgebiet entwickeln. Obwohl die Irokesen die Errichtung dauerhafter Siedlungen anderer Stämme verhinderten, kehrten häufig kleinere Shawnee-Gruppen zum Jagen zurück. Offenbar haben die Shawnee während des Exils den Anspruch auf ihr Heimatland niemals ganz aufgegeben. Inzwischen stellte sich heraus, dass die Shawnee unwillkommene Gäste in ihrem neuen Wohngebiet in Illinois waren. In der Nähe des französischen Handelspostens kam es aufgrund der Überfüllung häufig zu gewalttätigen Auseinandersetzungen zwischen Shawnee und Angehörigen der Illinois-Konföderation. Um 1689 verließen die Shawnee deshalb das Gebiet und zogen zu ihren Verwandten am Cumberland River in Tennessee. Seitdem hegten sie eine starke Abneigung gegen die Illinois und überfielen in den Folgejahren einige Male ihre Dörfer.
Einige der westlichen Shawnee zogen nach Maryland. Hier wurden sie 1692 von jagenden Munsee und Mahican entdeckt. Die Munsee führten sie ins Lehightal im nördlichen Pennsylvania. Mahican und Munsee waren Alliierte der Irokesen und Mitglieder des Covenant Chain seit 1677. Die Shawnee aus Illinois dagegen galten weiterhin als Feinde der Irokesen, die deren Ansiedlung gewaltsam verhindern wollten. In einer Ratsversammlung der Irokesenliga intervenierten die Mahican und konnten erreichen, dass die Shawnee bei den Munsee im Lehightal siedeln durften. Nachdem die Shawnee 1694 mit den Irokesen einem Friedensvertrag abgeschlossen hatten, traten sie ebenfalls dem Covenant Chain bei.
Die Shawnee oder Savannah in South Carolina, die als Schutzschild gegen die Catawba dienen sollten, erfüllten ihre Aufgabe. Bei Gefechten zwischen ihnen und den Catawba blieben die Briten allerdings nicht neutral, sondern unterstützten die Catawba. Unter ständiger Bedrohung der von den Briten bewaffneten Catawba und Yamasee verließen die Savannah zwischen 1690 und 1710 in kleinen Gruppen die Region. Einige zogen nach Norden zu den Shawnee im Lehightal. Andere fanden Zuflucht bei den Creek in Alabama und der Rest ging zu den Verwandten in Tennessee. Um 1763 wurden die Catawba im Krieg gegen die Irokesen völlig vernichtet.
Die Cherokee in Tennessee bekamen ebenfalls Probleme mit den Shawnee, denn Tausende von Shawnee aus Illinois verstärkten um 1690 ihre Kampfkraft und sie entwickelten sich zu einem ernsthaften Rivalen. Im Winter 1692 überfielen sie ein Cherokee-Dorf, dessen Krieger auf der Jagd waren. Sie nahmen Frauen und Kinder gefangen, die sie als Sklaven verkauften. Mit Erlaubnis der Shawnee durften französische Händler einen Handelsposten in Nashville in der Nähe ihrer Dörfer errichten. 1715 erlitten die Shawnee eine vernichtende Niederlage gegen die Cherokee und mussten aus Tennessee flüchten. Einige fanden Zuflucht bei den Savannah, die unter den Creek lebten, doch die meisten zogen 1729 nach Kentucky in ihre alte Heimat im südlichen Ohio.
Um 1737 mussten die Delaware und mit ihnen die Shawnee das Lehightal im östlichen Pennsylvania verlassen. Sie siedelten danach gemeinsam mit den Munsee auf irokesischem Gebiet im Tal von Wyoming und Susquehanna River. In den 1740er Jahren verließen Tausende Shawnee und Delaware das irokesische Herrschaftsgebiet und zogen ins westliche Pennsylvania.
Nach einer fast ein Jahrhundert währenden Abwesenheit kehrten einzelne Shawnee-Gruppen in ihre eigentliche Heimat im oberen Ohiotal zurück. Eine Gruppe schloss 1746 Frieden mit den Cherokee und besiedelte erneut das Cumberland-Becken. Dem Friedensvertrag hatten sich allerdings die Chickasaw nicht angeschlossen. In einem Gefecht bei Nashville im Jahr 1756 wurden die Shawnee geschlagen und flüchteten nach Norden zum Ohio. Hier vereinigten sie sich mit einer großen Gruppe von Cumberland-Shawnee, die dort um 1745 Shawneetown in der Nähe eines neuen französischen Forts am Ohio im südlichen Illinois gegründet hatten. Doch die exponierte Lage der Stadt begünstigte Angriffe der Chickasaw und nach weniger als zwei Jahren verließen die Shawnee den Ort und zogen ins westliche Pennsylvania. Um 1758 lebten die meisten Shawnee auf der Nordseite des Ohio Rivers, zwischen den beiden Nebenflüssen Allegheny im Osten und Scioto River im Westen.

### Indianerkriege im Ohiogebiet

Französische, spanische und britische Kolonien in Nordamerika.

Um 1744 wuchs die Zahl der Indianer im Ohiotal, insbesondere Shawnee, Delaware und Mingo, stark an. Sie lebten in teilweise gemischten Dörfern, die sich in großem Bogen vom Sandusky River über das nordöstliche Ohio bis nach Süden zum Ohio River erstreckten. Ihre Bevölkerung wurde auf rund 10.000 Personen mit etwa 2.000 Kriegern geschätzt. Die Franzosen hatten ein reges Interesse am Handel mit diesen Indianern und wollten sie als Alliierte in künftigen Kolonialkriegen gegen die Briten gewinnen. Zu diesem Zweck schickten sie Pierre Chartier, den Sohn eines französischen Vaters und einer Shawnee-Mutter, zu den Shawnee. Er konnte sie überreden, einige britische Händler zu überfallen. Die Engländer befürchteten, dass die Stämme am Ohio unter französischen Einfluss kämen und forderte die Irokesenliga auf, die Shawnee und Delaware zurück an den Susquehanna River zu treiben. Aber trotz aller irokesischen Drohungen verließ kein Indianer das Ohiogebiet.
Der King George’s War (1744–1748) berührte die Indianer im Ohiogebiet kaum, doch die Franzosen bekamen ernsthafte Probleme. Die britische Handelsblockade stoppte den Fluss der französischen Handelsgüter, so dass die Indianer im Gebiet der Großen Seen keine Waren mehr bekamen, von denen sie teilweise abhängig waren. Britische Händler nutzten diese Situation aus und belieferten die französischen Alliierten an den großen Seen und im Ohiogebiet mit englischen Waren.
Im Vertrag von Lancaster 1744 forderten die Briten die Irokesenliga auf, die Stämme im Ohiogebiet sollten die Regeln des Covenant Chain beachten. Die Irokesen ihrerseits schufen ein System von Halbkönigen (half kings), durch die Shawnee und Delaware in den Ratsversammlungen der Liga vertreten wurden. Diese neue Regelung stellte die Ohio-Stämme zufrieden. Die Franzosen versuchten zunächst erfolglos, die mit ihnen alliierten Stämme nördlich der Großen Seen gegen die Shawnee und Delaware aufzuwiegeln. Im Juni 1752 griffen 250 Ojibwa und Ottawa von Fort Michilimackinac aus die Dörfer der Miami und den britischen Handelsposten in Piqua in Ohio an. Anschließend errichteten die Franzosen eine Reihe neuer Forts im westlichen Pennsylvania. Am Zusammenfluss von Allegheny und Monongahela, dem Standort des heutigen Pittsburgh, erbauten sie Fort Duquesne. Virginia schickte 1753 Major George Washington in die Krisenregion, der die Franzosen aufforderte, die Forts wieder abzureißen und keine neuen zu errichten. Er bekam eine höfliche Absage, doch sein zweiter Besuch 1754 hatte ein Gefecht der Briten gegen die Franzosen zur Folge, das gleichzeitig den Beginn des Franzosen- und Indianerkriegs (1754–1763) bedeutete.
Im Sommer 1754 waren die Ohio-Stämme bereit, auf der Seite der Briten gegen die Franzosen zu kämpfen. Im Herbst erfuhren sie jedoch, dass die Irokesen das Ohiogebiet an die Briten vertraglich abgetreten hatten. Sie erkannten, dass die Briten ihnen ihr Land abnehmen wollten und erklärten sowohl die Irokesen als auch die Briten zu ihren Feinden. Trotzdem waren sie nicht bereit, die Franzosen zu unterstützen. Diese schickten eine Streitmacht von 300 Franzosen und 600 alliierten Indianern vom Sankt-Lorenz-Strom und den Großen Seen nach Fort Duquesne, um die Festung gegen die Briten zu erfolgreich zu verteidigen.
In der Schlacht am Monongahela im Juli 1755 erlitt eine britische Armee von 2.200 Mann unter General Edward Braddock eine vernichtende Niederlage bei Fort Duquesne. Er selbst und die Hälfte seiner Truppen wurden getötet. Als diese Nachricht die englischen Kolonien erreichte, wuchs die Wut der weißen Bevölkerung auf alle Indianer, ob sie nun an der Schlacht beteiligt waren oder nicht. Die Shawnee wählten den falschen Zeitpunkt, als sie eine Delegation nach Philadelphia schickten, um gegen die Landabtretung der Irokesen in Ohio zu protestieren. Alle Teilnehmer der Delegation wurden in Philadelphia gehängt, obwohl kein Shawnee oder Delaware an der Schlacht am Monongahela teilgenommen hatte. Daraufhin eröffneten die Indianer unverzüglich den Krieg gegen die Briten. An der Besiedlungsgrenze von Pennsylvania, Virginia und Maryland verloren zwischen 1755 und 1756 etwa 2.500 Kolonisten ihr Leben. Zu erklären ist dieser Hass auf die Engländer vermutlich durch schlechte Erfahrungen mit den Langmessern, wie die Grenzkämpfer an der Siedlungsgrenze genannt wurden.
Erst als im Oktober 1758 in Easton, Pennsylvania, ein Friedensvertrag mit den östlichen Delaware unterzeichnet worden war, hörten die indianischen Überfälle auf. Pennsylvania verzichtete auf das Land westlich der Appalachen, das 1774 von den Irokesen abgetreten worden war. Als diese Nachricht die Shawnee, Delaware und Mingo erreichte, konnten die Briten von ihnen unbehelligt im November Fort Duquesne erobern. Auch Québec und Fort Niagara fielen in britische Hände und nach der Kapitulation von Montreal im Jahr 1760 war der Krieg vorbei.
Die Ohio-Stämme hatten im Krieg über 650 weiße Gefangene gemacht. Beim Austausch der Gefangenen 1761 am Muskingum River erklärten etwa die Hälfte von ihnen, dass sie nicht in die weiße Zivilisation zurückkehren wollten. Sie waren von den Stämmen adoptiert worden und hatten teilweise indianische Frauen. Fort Duquesne wurde von den Briten neu aufgebaut, mit 200 Mann besetzt und in „Fort Pitt“ umbenannt. General Jeffrey Amherst wurde Oberbefehlshaber der britischen Armee in Nordamerika und entschied, die mit Frankreich verbündeten Indianer als „besiegtes Volk“ zu behandeln. Die jährlichen Geschenke an verbündete Häuptlinge sowie die Lieferung von Handelsgütern, insbesondere Schießpulver und Rum, wurden eingestellt. Um 1761 riefen die Seneca zum allgemeinen Aufstand gegen die Briten auf. 1762 verkündete ein indianischer Prophet namens Neolin (der Erleuchtete) von den Delaware ein Bündnis aller Indianer gegen die Briten. Aus seinem Dorf am Ohio predigte er gegen Alkohol und europäische Handelsgüter und forderte die Rückkehr zur indianischen Kultur und zu traditionellen Werten. Schon bald hatte er viele Anhänger unter den Lenape, aber sein wichtigster Gefolgsmann war Pontiac, der Ottawa-Häuptling in Detroit. Pontiac war ohne Zweifel eine der bedeutendsten Persönlichkeiten der nordamerikanischen Ureinwohner. Mit der weitgehenden Einigung der notorisch zerstrittenen Stämme vollbrachte er eine erstaunliche Leistung, und im Kampf erwies er sich als exzellenter Führer, der auch den disziplinierten und gut bewaffneten britischen Truppen gewachsen war.
Pontiac gelang es, den nach ihm benannten Aufstand (1763–1766) heimlich zu organisieren und für die Briten völlig überraschend loszuschlagen. Die Revolte begann im Mai 1763 und den Aufständischen gelang es in kurzer Zeit, neun der zwölf britischen Forts westlich der Appalachen zu erobern. Nur Fort Detroit, das Pontiac selbst angriff, wurde gewarnt und konnte den Angriff abwehren. Mit ihrer Guerillataktik waren die Indianer sogar für reguläre britische Truppen ein gefährlicher Gegner. Wie ernst die Lage für die Briten war, zeigt der Vorschlag von General Amherst, mit Pockenerregern verseuchte Decken zu verwenden, um die Indianer durch eine Seuche zu dezimieren. Es handelte sich hier um einen der ersten dokumentierten Versuche „biologischer Kriegsführung“, der allerdings ohne nennenswerten Erfolg blieb.
Nach und nach jedoch wurde Pontiac von seinen Alliierten verlassen, denen der Krieg zu lange dauerte. Endgültig beendigt wurde der Aufstand von Colonel Henry Bouquet. Mit 1.500 Soldaten stieß er in das heutige Ohio vor und zwang die noch mit Pontiac alliierten Stämme nahe der heutigen Ortschaft Tuscarawas zur Aufgabe des Kampfes und zur Freigabe aller britischen Gefangenen, die teilweise noch seit dem Franzosen- und Indianerkrieg festgehalten wurden. Pontiac gab den Kampf erst am 25. Juli 1766 auf und unterwarf sich William Johnson in Fort Oswego. Im April 1769 wurde Pontiac in Cahokia in Illinois von einem Indianer des Kaskaskia-Stammes ermordet, der hierfür Geld von einem britischen Händler bekam. Begraben wurde Pontiac nahe St. Louis in Missouri.
Unter dem Eindruck der blutigen Revolte erließ die britische Regierung in Pennsylvania die Königliche Proklamation von 1763, mit der die Besiedlung westlich der Appalachen verboten wurde. Aber weder britische Behörden noch das Militär konnte die Besiedlung stoppen. Um 1774 lebten schon fast 50.000 europäische Siedler westlich der Appalachen. Durch den Vertrag von Fort Stanwix 1768 öffneten die Irokesen Kentucky für die Besiedlung und brachten die Shawnee um ihr Hauptjagdgebiet.
Virginia und Pennsylvania beanspruchten das Gebiet um Pittsburg zur Besiedlung. Die Delaware planten deshalb den Umzug nach Westen und erhielten von den Miami um 1770 die Genehmigung zum Siedeln auf deren Stammesgebiet. Die Shawnee wollten ihre Heimat am oberen Ohio nicht kampflos aufgeben. Als die britischen Landvermesser am Kanawha River erschienen, wurden sie von Shawnee-Kriegern angegriffen. Nach weiteren Shawnee-Überfällen im Frühjahr 1774 in Kentucky schlug eine Gruppe Vigilanten unter Michael Cresap zurück und tötete einen Häuptling der Shawnee, der mit einer Handelsgruppe bei Wheeling unterwegs war. Es folgten weitere Massaker der sogenannten Langmesser an friedlichen Shawnee und Mingo, darunter die Frau des Mingo-Häuptlings Logan, sowie sein Bruder und seine schwangere Schwester. Logan startete einen Rachefeldzug und tötete 13 Siedler am Muskingum River. Daraufhin entbrannte der Lord Dunmores Krieg (1773–1774), der zwischen den Shawnee und Mingo einerseits und der Kolonie Virginia andererseits ausbrach. Lord Dunmore, Gouverneur von Virginia, marschierte im Mai 1774 mit 2.500 Mann Kolonialmiliz ins obere Ohiotal. Die Delaware und die Stämme an den Großen Seen blieben neutral, so musste sich Cornstalk, Kriegshäuptling der Shawnee, am 10. Oktober 1774 mit seinen 300 Shawnee- und Mingokriegern Dunmores Streitmacht bei Point Pleasant am Zusammenfluss von Ohio und Kanawha River entgegenstellen. Nach heftigem Kampf und großen Verlusten auf beiden Seiten unterlagen schließlich die Indianer und flüchteten nach Norden. Cornstalk musste einen Friedensvertrag (Treaty of Camp Charlotte) unterzeichnen, der Kentucky für die weiße Besiedlung südlich des Ohio öffnete.

### Shawnee im Amerikanischen Unabhängigkeitskrieg

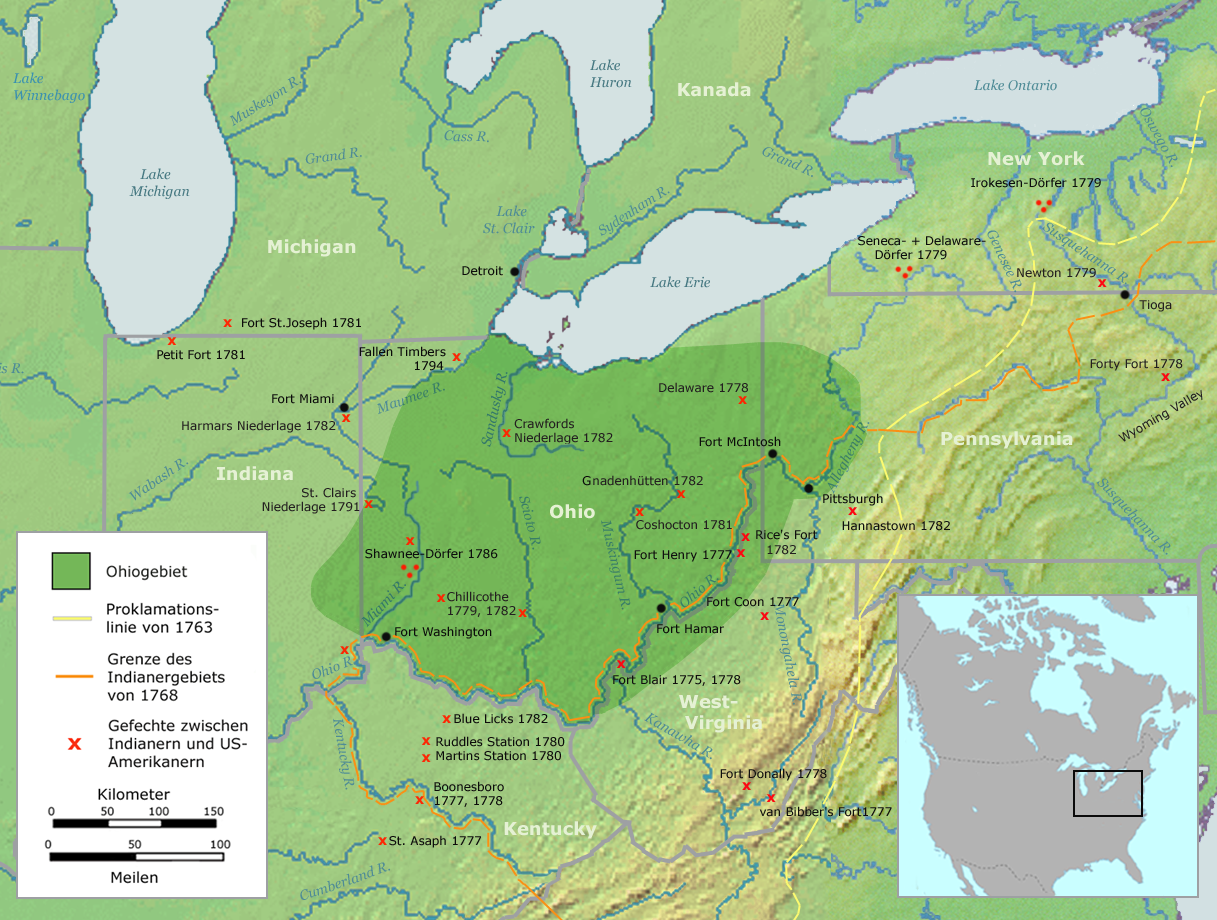
Das Ohiogebiet und Gefechte zwischen Indianern und Truppen der Vereinigten Staaten zwischen 1775 und 1811.

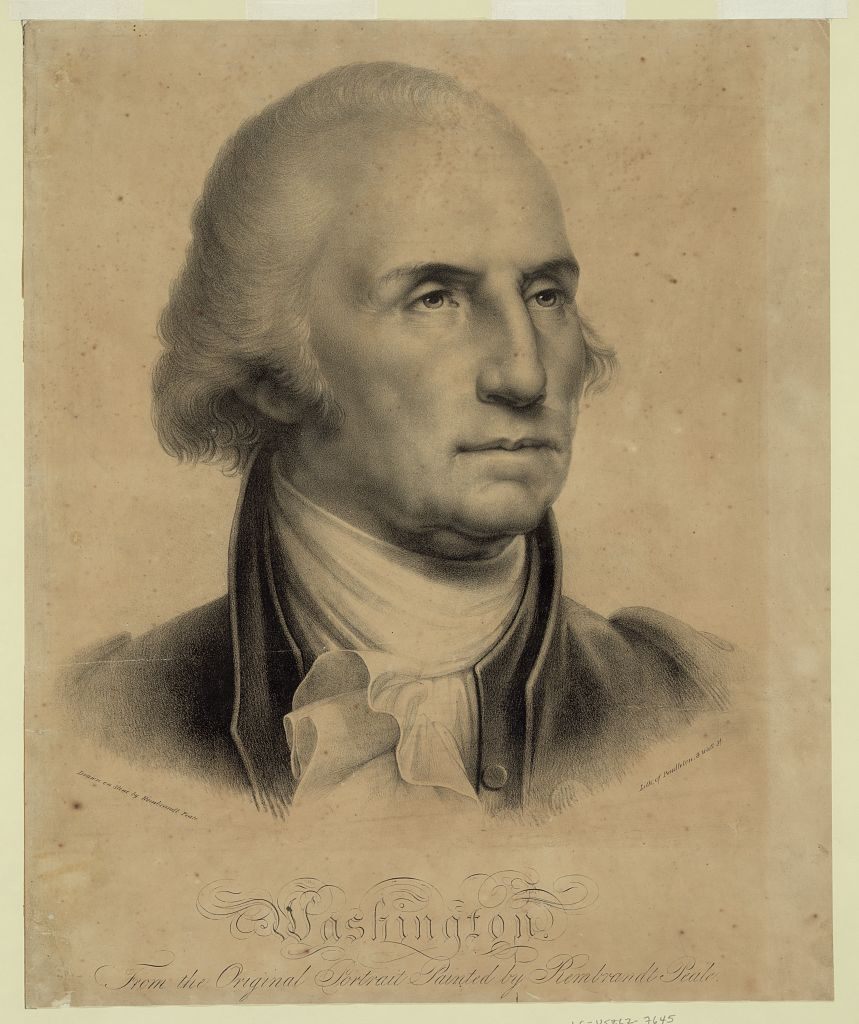
George Washington

Nach Beginn des Amerikanischen Unabhängigkeitskriegs (1775–1783) begannen die Briten, die Indianer im Ohiogebiet gegen die Amerikaner aufzuwiegeln. Einige Stämme folgten ihnen, darunter die Stämme nördlich der Großen Seen, Teile der Shawnee, Mingo und Chickamauga. Neben der Lieferung von Waffen und Munition zahlten die Briten Prämien für amerikanische Skalps, ohne Rücksicht auf Alter oder Geschlecht der Opfer. 1777 wurden Daniel Boones Tochter und zwei ihrer Freunde von Shawnee-Kriegern gefangen. Boone konnte sie nach einer dreitägigen Verfolgungsjagd befreien. Die Lage geriet zunehmend außer Kontrolle, so dass Cornstalk mit den Amerikanern in Fort Randolph verhandeln wollte. Er wurde jedoch gefangen genommen und zwei Tage später ermordet.
Im Juli 1777 waren Boonesborough, Harrodsburg und St. Asaph die einzigen Siedlungen in Kentucky, die noch nicht von ihren Bewohnern verlassen waren. Sogar die Forts waren nicht sicher. Fort Henry wurde zum Beispiel von 400 Shawnee, Mingo und Wyandot belagert und angegriffen, die Hälfte der 42 Mann zählenden Besatzung getötet und die nahe gelegene Siedlung niedergebrannt. 1778 führte der amerikanische General Edward Hand eine Strafexpedition der Pennsylvania Miliz in das Ohiogebiet. In einem Gefecht, das später „Squaw-Kampagne“ genannt wurde, zerstörte er zwei friedliche Dörfer der Delaware. Hand verlor seinen Posten und wurde durch General Lachlan McIntosh ersetzt. Trotzdem unterzeichneten die Delaware im September 1777 einen Friedensvertrag mit den Amerikanern in Fort Pitt.
Simon Girty war ein einflussreicher indianischer Krieger weißer, europäischer Abstammung. Er diente als Scout in Fort Pitt und kam zu der Überzeugung, dass die Amerikaner den Krieg verlieren würden. Er ging zu den Shawnee und wurde zu einem der erbittertsten Gegner der Langmesser. Er führte 1779 zahlreiche Überfälle auf amerikanische Forts im Ohiogebiet. Langmesser aus Kentucky unter Führung von John Bowman überquerten im Mai 1779 den Ohio und zogen zu den Shawnee-Dörfern am Scioto River. Sie brannten Old Chilicothe nieder und töteten zahlreiche Shawnee, darunter Häuptling Blackfish. Die überlebenden Stammesangehörigen flohen nach Norden und verlegten Chillicothe an den Mad River.
Anfang 1780 planten die Briten eine großangelegte Offensive zur Eroberung des gesamten Gebiets am Ohio und oberen Mississippi. Captain Henry Bird verließ Detroit mit einer Streitmacht von 600 Kriegern und am Ohio war seine indianische Truppe auf 1.200 Mann angewachsen. Den ganzen Sommer hindurch brannten amerikanische Siedlungen und die Bewohner wurden getötet oder vertrieben. Der amerikanische General George Rogers Clark griff im Gegenzug die Shawnee-Dörfer am Mad River an und verbreitete Angst und Schrecken. Die wechselseitigen Gräueltaten setzten sich auch im Jahr 1781 fort. Im Frühling überfiel General Daniel Brodhead das Hauptdorf der Delaware Coshocton, nahm Frauen und Kinder gefangen und tötete alle Männer.
Im März 1782 kam es zum Massaker von Gnadenhütten, bei dem 90 friedliche, christliche Delaware von der Pennsylvania Miliz getötet wurden. Im Mai 1782 führte Colonel William Crawford eine rund 500 Mann starke Freiwilligentruppe aus Pennsylvania zum Sandusky River, um die dortigen Indianerdörfer zu zerstören. Die Amerikaner erlitten eine vernichtende Niederlage. Crawford wurde als Rache für Gnadenhütten von Delaware-Kriegern am Marterpfahl hingerichtet. Im August verübten Shawnee unter Simon Girty weitere Überfälle in Kentucky. Bei einer Konfrontation mit Langmessern am Licking River verloren 60 Milizionäre ihr Leben, darunter Daniel Boones Sohn Israel. Rogers Clark führte eine 1.100 Mann starke Strafexpedition an den Miami River und zerstörte die dortigen Dörfer der Shawnee, darunter New Chillicothe.
Mit dem Vertrag von Paris (1783) wurde der Unabhängigkeitskrieg beendet, doch das bedeutete keineswegs das Kriegsende zwischen Amerikanern und den Stämmen im Ohiogebiet. Die Informationen über die inneren Vorgänge und eine dritte Aufspaltungsperiode sind sehr gering. Ein Teil, die sogenannte Friedenspartei, verließ Ohio und zog im März 1779 über den Mississippi in spanisches Gebiet. Die Mehrheit der Shawnee blieb in Ohio, siedelte in Wapakoneta am Auglaize River und am Ottawa River. Andere gingen zu den Ohio-Seneca in Lewistown.

### Nordwest-Indianerkrieg

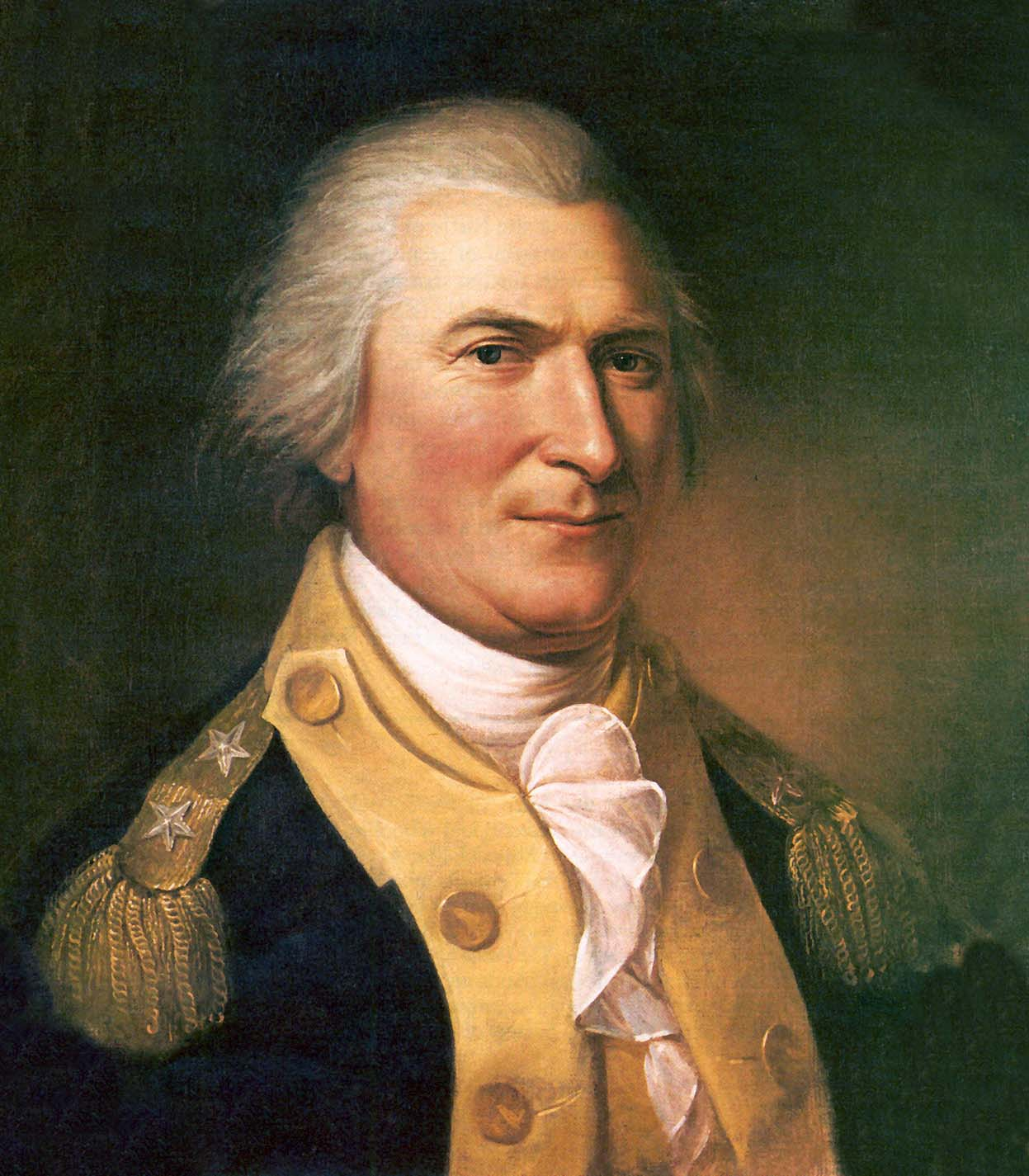
General Arthur St. Clair

Eine Reihe von Verträgen zwischen den Amerikanern und Indianern, darunter die Verträge von Fort McIntosh 1785 und Fort Harmar 1789, definierten die Grenzen zum Indianerland neu. Einige Stämme, unter ihnen die Shawnee, Mingo und Delaware, gaben den Widerstand gegen die weißen Eindringlinge jedoch nicht auf, was zum Nordwest-Indianerkrieg (1785–1795), auch Little Turtle’s War genannt, führte. Die Briten wiesen zwar ihre indianischen Alliierten an, die Angriffe auf amerikanische Siedlungen einzustellen, fanden jedoch kein Gehör.
Nach dem Krieg schrumpfte die US-Armee zu einem Infanterieregiment und einer Artilleriekompanie. Präsident George Washington sah sich jedoch bald gezwungen, erneut Truppen gegen aufständische Indianer zu entsenden. Im Ohiogebiet hatten sich Krieger der Shawnee, Miami, Potawatomi und Chippewa unter dem Miami-Häuptling Little Turtle und dem Shawnee-Häuptlinge Blue Jacket vereinigt. Er beauftragte den Gouverneur des neu geschaffenen Nordwestterritoriums, General Arthur St. Clair, unverzüglich neue Truppen auszuheben. In Fort Washington versammelte sich eine Streitmacht von 1.200 Milizionären und 320 regulären Soldaten unter dem Befehl von General Josiah Harmar und marschierte zum Indianergebiet. Im Tal des Maumee Rivers kam es 1790 zum ersten Gefecht. Little Turtle und seine Krieger zogen sich zurück und griffen die Amerikaner in Guerillataktik an den Flanken an. Die unerfahrenen Milizionäre verloren über 200 Mann. Hamar behauptete später, diese Schlacht gewonnen zu haben. Der General musste sich jedoch einem Untersuchungsausschuss stellen und wurde danach durch St. Clair persönlich ersetzt.

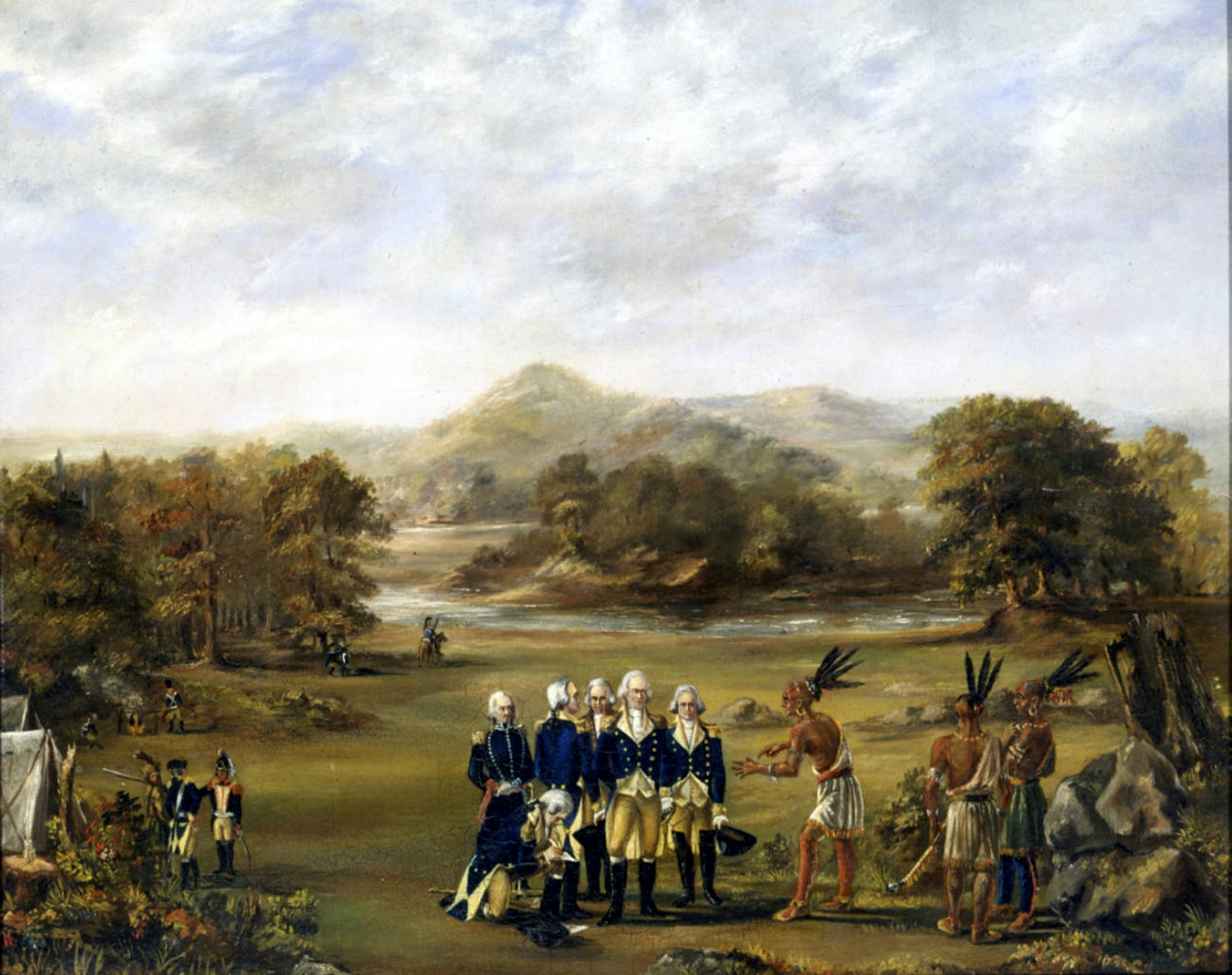
Vertrag von Greenville

1791 führte General St. Clair einen Rachefeldzug aus 2.000 Milizionären und zwei regulären Regimentern mit etwa 600 Soldaten an. Als die Streitmacht bis zu den Siedlungsgebieten der Indianer am Wabash River vorgerückt war, war sie auf 1.400 Mann durch Deserteure geschrumpft. Am 4. November kam es zur Schlacht, in der die Amerikaner von Little Turtle vernichtend geschlagen wurden. Mehr als 600 Soldaten und Offiziere wurden in der Schlacht getötet, die als „St. Clairs Niederlage“ oder „Schlacht am Wabash“ in die US-Geschichte eingegangen ist. Diese Schlacht gilt als die verlustreichste Niederlage, die eine US-Streitmacht jemals gegen Indianer erlitten hat. St. Clair trat nach diesem Debakel auf Befehl George Washingtons aus der Armee aus, blieb aber Gouverneur des Nordwestterritoriums.
Dieses militärische Debakel ließ den Ruf nach einer starken, professionellen Armee laut werden. Am 5. März 1792 stellte der US-Kongress die „Legion of the United States“ auf und George Washington ernannte General Anthony Wayne zu ihrem Kommandeur. Im Frühjahr 1794 zog er mit 4.600 Mann zum Maumee River und errichtete dort das Fort Recovery. Am 20. August 1794 kam es zur Schlacht von Fallen Timbers unter Blue Jacket. Hier kämpfte auch der junge Tecumseh als Führer einer kleinen Schar Shawnee, zu der auch sein jüngerer Bruder Tenskwatawa gehörte. Die indianische Koalition wurde von General Anthony Wayne vernichtend geschlagen. Rettung kam auch nicht vom britischen Fort Miami, zu dem sich die Indianer Schutz suchend geflüchtet hatten. Als Folge der Niederlage mussten die Shawnee und andere Stämme 1795 im Vertrag von Greenville erneut große Gebiete im damaligen Nordwestterritorium aufgeben.

### Tecumseh

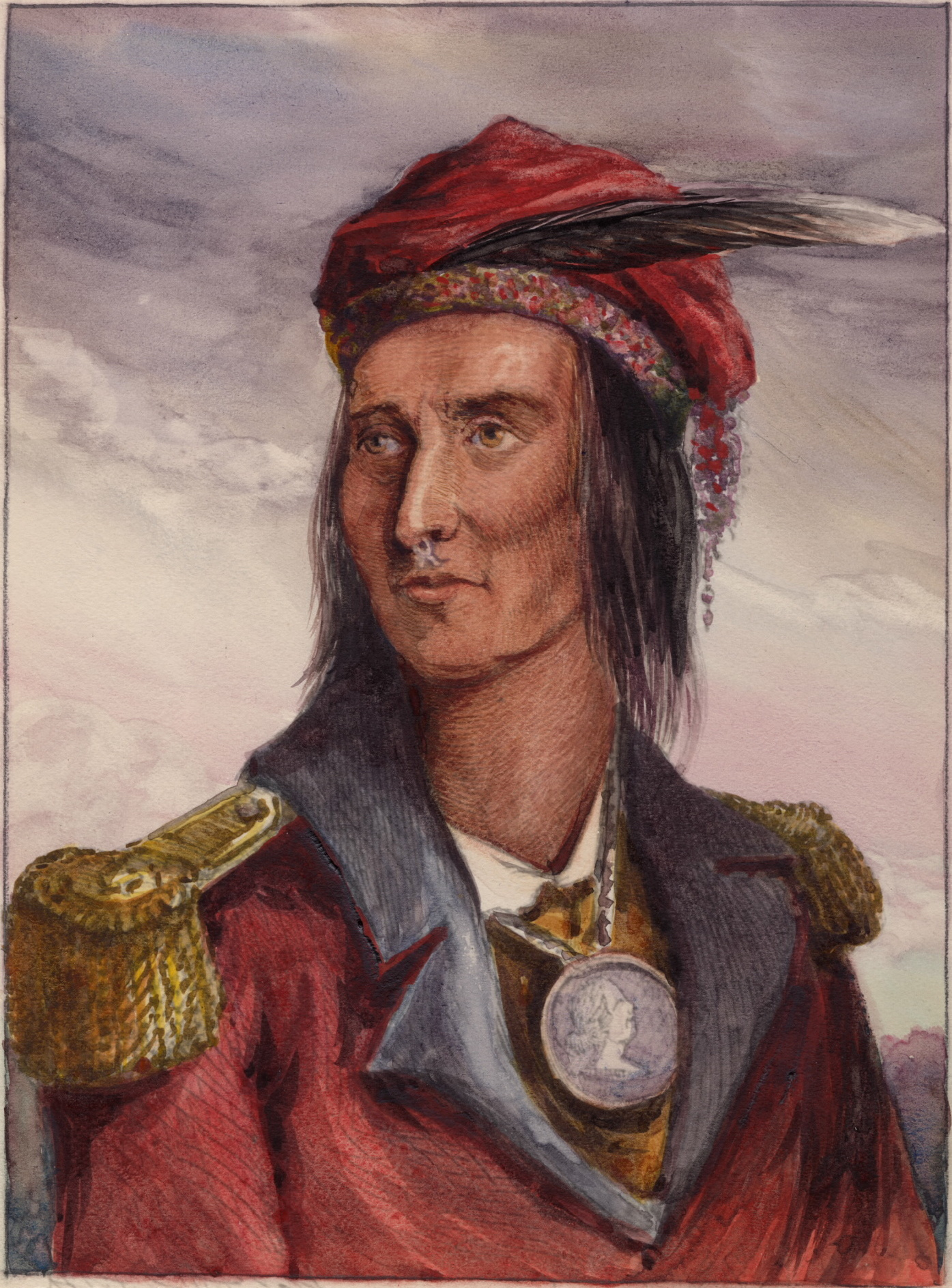
Tecumseh, Gemälde von Benson Lossing aus dem Jahr 1808

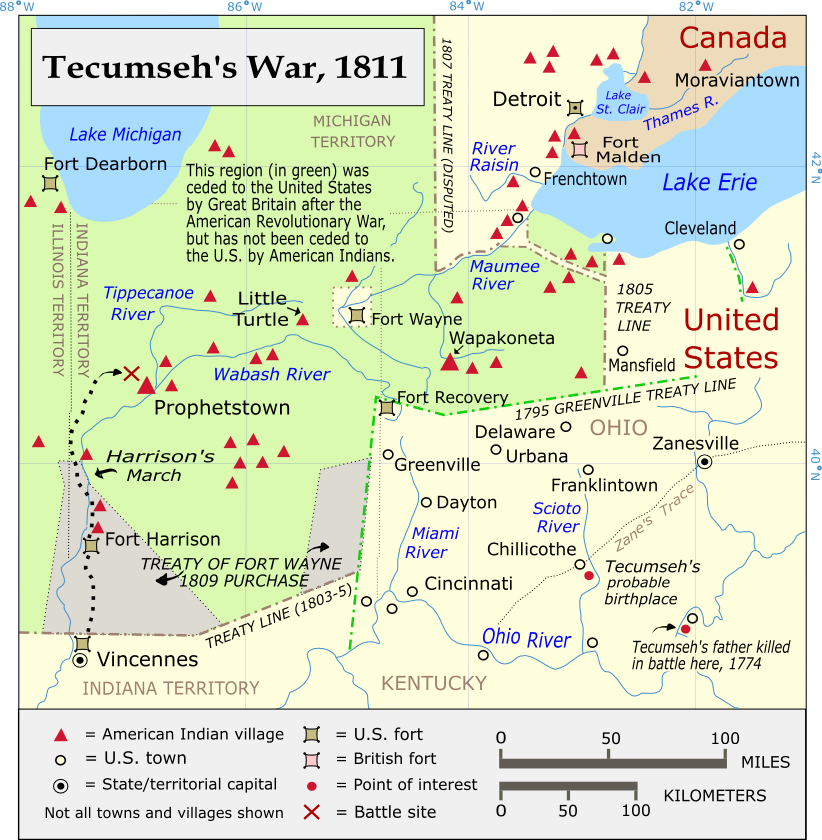
Tecumsehs Krieg

1805 kehrte eine Gruppe Shawnee in das Wabash-Gebiet zurück und gründete das Dorf Tippecanoe. Ihr Führer, Tecumseh, rief eine intertribale Bewegung ins Leben, um der amerikanischen Expansion zu widerstehen. Durch die Engländer ermutigt, versuchte er die indianischen Stämme in einer Allianz zu vereinen, deren Mitglieder kein Land mehr an die Vereinigten Staaten verkaufen durften, während sein Bruder Tenskwatawa eine nativistische (Festhalten an der eigenen Kultur) Bewegung predigte, die dieses Ziel unterstützte. Obwohl Tecumsehs Clan- und Abteilungsabstammung ihn für die Position eines Stammeskriegshäuptlings qualifizierte, verweigerten ihm zahlreiche Shawnee die Gefolgschaft. Die meisten seiner Anhänger kamen aus anderen Stämmen, besonders den Kickapoo, Potawatomi und den Delaware. Auch die Miami blieben zurückhaltend, aber die weiter westlich lebenden Stämme, wie die Sauk und Winnebago, waren stark interessiert. Insgesamt jedoch scheiterte sein Vorhaben an der Uneinigkeit der Stämme und ihrer Unfähigkeit einzusehen, dass nur ein gemeinsamer Kampf aller Indianer langfristig die Perspektive bot, den Landraub der weißen Siedler aufzuhalten und ein indianisches Territorium zu sichern. Tecumseh versuchte, den indianischen Stämmen klarzumachen, dass sie in erster Linie Indianer und erst danach Angehörige eines bestimmten Stammes seien. Diese Sichtweise überforderte allerdings die meisten Häuptlinge.
William Henry Harrison, der Gouverneur des Indiana-Territoriums und spätere US-Präsident, betrachtete die Bedrohung als ernst und führte 1811 eine Armee nach Tippecanoe, während Tecumseh auf einer Mission zu den südöstlichen Stämmen unterwegs war. Obwohl die folgende Schlacht tatsächlich unentschieden ausging, zerstörte sie Tenskwatawas Glaubwürdigkeit und die Bewegung löste sich auf. Jene Shawnee, die Tecumseh gefolgt waren, zogen sich mit ihm zusammen nach Kanada zurück und gingen später nach Kansas. Tecumseh starb am 5. Oktober 1813 in der Schlacht am Thames River.

### Britisch-Amerikanischer Krieg von 1812

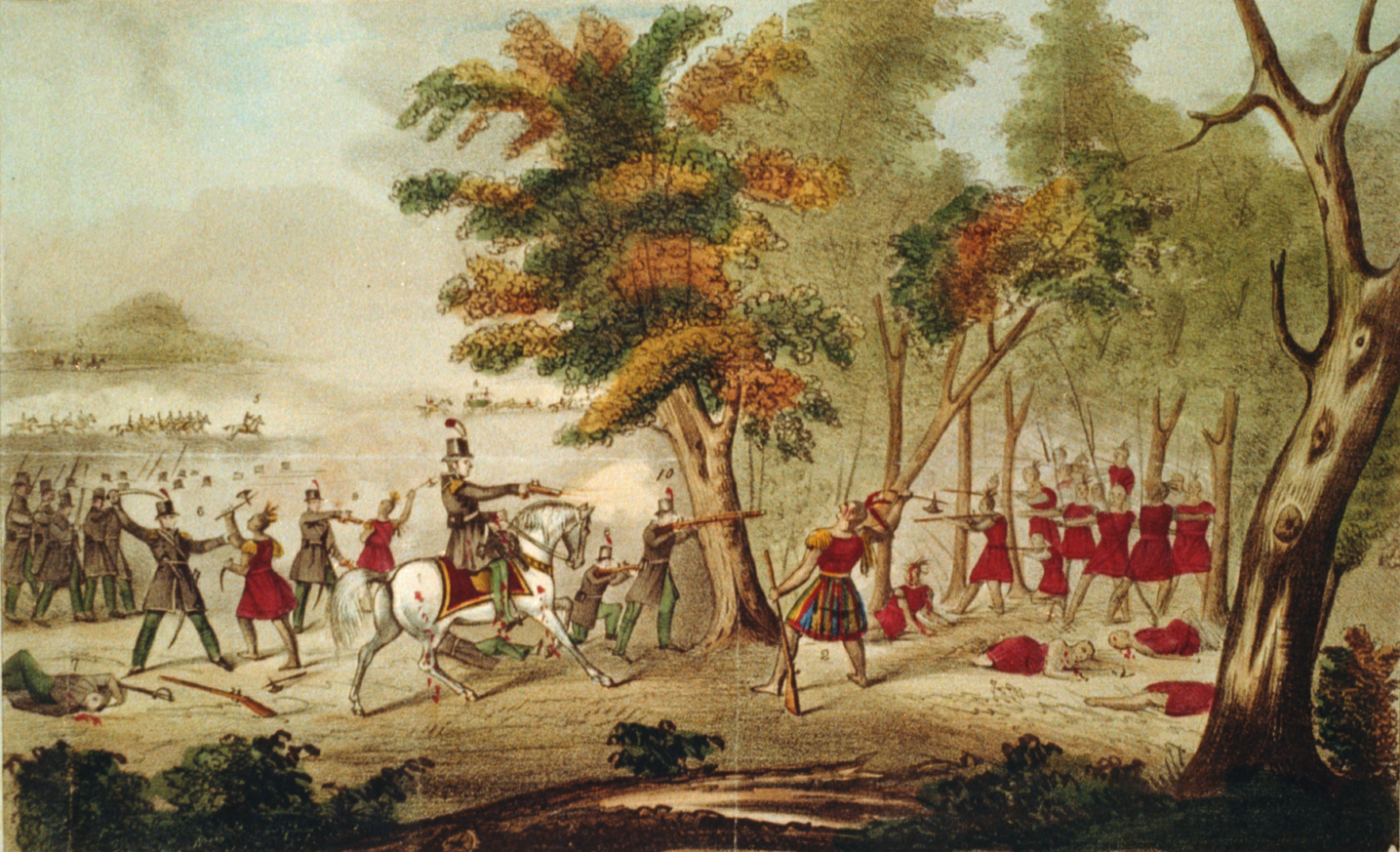
Schlacht am Thames River

Schon wenige Jahrzehnte nach dem Amerikanischen Unabhängigkeitskrieg kam es zu einem erneuten Krieg zwischen Großbritannien und den jungen Vereinigten Staaten. Eine wesentliche Ursache für die Amerikaner war die britische Verantwortung für die permanenten Grenzgefechte mit den Indianern.
Im Britisch-Amerikanischen Krieg von 1812 kämpften Tecumseh und seine indianische Allianz auf britischer Seite. Die Anfangserfolge der britisch-indianischen Koalition unter General Isaac Brock und Tecumseh, wie die Einnahme von Fort Mackinac und Detroit, und der Sieg über die Amerikaner bei Frenchtown im Januar 1813 verhinderten sehr wahrscheinlich die Eroberung Kanadas durch die Amerikaner und damit eine weitere Expansion der Vereinigten Staaten.
Nach dem Tod von Major General Brock in der Schlacht von Queenston Heights am 13. Oktober 1812 wurde dieser durch General Henry Procter ersetzt. Am 15. Oktober 1813 kam es zur Schlacht am Thames River, die von den Amerikanern unter General Harrison mit einer massiven Kavallerieattacke entschieden wurde. Nach Abfeuern einer einzigen Salve löste sich die schlecht aufgestellte britische Linie in wilder Flucht auf, General Procter als erster und vorneweg. Nicht einmal die einzige britische Kanone wurde abgefeuert. Die Briten hatten zu diesem Zeitpunkt nach unterschiedlichen Berichten 12 bis 36 Verletzte zu beklagen. Tecumsehs indianische Allianz kämpfte noch etwa eine Stunde weiter, bis sein Tod bekannt wurde. Tecumsehs Indianerarmee löste sich nach seinem Tod auf. Nur etwa 300 Krieger folgten den Briten in die von diesen gehaltene Region am Ontariosee. Harrison zwang die Stämme auf der amerikanischen Seite des Detroit River zu einem Friedensvertrag. Damit war die letzte Chance der indianischen Völker zerschlagen, einen Rest eigenen Territoriums in Amerika zu behalten.

### Vertreibung und erneute Teilung
Die Wanderungen und Umsiedlungen der Shawnee im 19. Jahrhundert führten schließlich zur Teilung in drei selbständige Stämme, die Absentee Shawnee, die Cherokee Shawnee und die Eastern Shawnee.
Die Absentee Shawnee haben ihren Ursprung in der Friedens-Faktion, die Ohio während der Revolution verließ und im südöstlichen Missouri in der Nähe von Cape Girardeau siedelte, wo sie 1793 von der spanischen Regierung Land in Texas zugewiesen bekamen. Um 1797 vereinigten sich die Shawnee aus der Creek-Konföderation mit ihnen, wie auch andere indianische Umsiedler aus Ohio. Im frühen neunzehnten Jahrhundert zogen die meisten aus der Kriegspartei fort. Einige wanderten nach Arkansas und Oklahoma ab, oft in der Gesellschaft von Delaware und Cherokee. Andere wurden von den spanischen Offiziellen ermutigt, Siedlungen in der Nähe von Nacogdoches und am Red River zu errichten. Nach ihrer Ausweisung im Jahre 1839, drei Jahre nachdem Texas seine Unabhängigkeit erlangte, zogen die Texas-Shawnee an den Canadian River in Zentral-Oklahoma, wo ein Teil des Stammes mindestens seit 1836 lebte. Im Jahre 1854 wurden sie formell als die Absentee Shawnee bezeichnet. Sie wurden 1872 offiziell als separater Stamm anerkannt sowie ihr Landbesitz in Oklahoma bestätigt.
Im Jahre 1831 zog eine sogenannte Mixed Band of Shawnee and Seneca direkt in eine Reservation im Nordosten von Oklahoma. Als sich 1867 die Shawnee von den Seneca lösten, bekamen sie den Namen Eastern Shawnee.
Die Cherokee Shawnee stammen aus dem Teil des Stammes, der in Ohio zurückgeblieben war. 1825 liquidierten die Vereinigten Staaten die Shawnee-Landzuweisung in Missouri und errichteten eine Reservation für den Stamm in Kansas. Die Ohio-Shawnee zogen in den Jahren 1832 und 1835 dorthin. Die in Missouri lebenden Shawnee, die sogenannte „Black Bob Band“, wurden zwangsweise nach Kansas umgesiedelt. In der Folgezeit gab es in Kansas ständige Konflikte zwischen diesen beiden Gruppen, bis sie unter amerikanischem Druck nach Oklahoma gingen, wo sie sich spalteten. Die Ohio-Shawnee schlossen sich 1869 offiziell der Cherokee-Nation an und siedelten in deren Territorium unter der Bezeichnung Cherokee Shawnee (heute Shawnee Tribe), während sich die Black Bob Band mit den Absentee Shawnee vermischte.
Die Eastern Shawnee waren der Quapaw Agency im nordöstlichen Oklahoma angegliedert, wo ihre traditionelle Stammeskultur sehr schnell verloren ging. Im Jahre 1940 organisierten sie sich als der Eastern Shawnee Tribe mit einer Geschäftsführung. Die Cherokee Shawnee, die in den Countys Craig und Rogers im nordöstlichen Oklahoma leben, haben ebenfalls viel von der traditionellen Shawnee-Kultur aufgegeben. Die Cherokee Shawnee gaben ihre Stammesorganisation auf, als sie sich mit der Cherokee Nation vereinigten, und seit der Abspaltung besaßen sie keine formelle politische Organisation mehr. Die Absentee Shawnee, die in den Countys Cleveland und Pottawatomie in Zentral-Oklahoma leben, waren historisch die kulturell konservativste Sektion des Stammes und behielten seine typischen traditionellen Merkmale bei. Sie pflegen noch heute die wichtigsten Shawnee-Rituale, nämlich den Kriegstanz, den Frühlings- und den Herbst-Brottanz. Sie haben eine Geschäftsführung und sind als der Absentee Shawnee Tribe of Indians of Oklahoma organisiert.

## Demografie
Um 1950 zählten die Shawnee insgesamt 2.252 Personen, von denen die aus 1.100 Cherokee Shawnee bestehende Gruppe die größte war, gefolgt von 712 Absentee Shawnee und 440 Eastern Shawnee.
Der Zensus aus dem Jahr 2000 ergab für den Absentee Shawnee Tribe of Indians of Oklahoma 1.701, für die Eastern Shawnee of Oklahoma 1.222, für den Shawnee Tribe (früher Cherokee Shawnee) 2.987 und für die Piquwa Sept of Ohio Shawnee 63, das waren insgesamt 5.773 Stammesmitglieder.

## Bundesstaatlich anerkannte Stämme der Shawnee
Heute gibt es drei auf Bundesebene staatlich anerkannte Stämme (federally recognized tribes) in den Vereinigten Staaten, von denen alle in Oklahoma ansässig sind:
- Absentee Shawnee Tribe of Indians of Oklahoma (meist Hathawekela, Kispoko und Pekowi, Verwaltungssitz ist Shawnee, Oklahoma, Stammesmitglieder: 3.050)[17]
- Eastern Shawnee Tribe of Oklahoma (meist Mekoche, Verwaltungssitz ist Wyandotte, Oklahoma, Stammesmitglieder: 2.801)[18]
- Shawnee Tribe (früher Loyal Shawnee, da sie im Sezessionskrieg loyal auf Seiten der Nordstaaten kämpften, später Cherokee-Shawnee genannt, da sie sich 1869 den Cherokee anschlossen, seit dem Jahr 2000 als eigener Stamm anerkannt, meist Chillicothe und Mekoche. Verwaltungssitz ist Miami, Oklahoma, Stammesmitglieder: 2.226)[19]

## Weitere Stämme und Gruppen der Shawnee
Einige der folgenden Stämme und Gruppen werden durch einen Bundesstaat, nicht jedoch auf Bundesebene als Stamm anerkannt (state recognized tribes). Einige werden weder auf Bundesebene noch auf Bundesstaatsebene anerkannt und gelten als sogenannte Fake Tribes (falsche Stämme).
- Alabama
  - Piqua Shawnee Tribe (meist Pekowi, Verwaltungssitz ist Birmingham, Alabama, ca. 300 Stammesmitglieder, wurden vom Staat Alabama mit dem Davis-Strong Act als staatlich anerkannter Stamm bestätigt).[20][21]
- Ohio
  - United Remnant Band of the Shawnee Nation (auch Shawnee Nation, URB), Verwaltungssitz ist Dayton, Ohio, ca. 600 Stammesmitglieder, behaupten, von Kispokotha Shawnee abzustammen, die der Vertreibung im Jahre 1830 entgehen konnten. Werden weder von den drei bundesstaatlich anerkannten Stämmen noch vom Bureau of Indian Affairs anerkannt, wurden jedoch vom Bundesstaat Ohio im Jahre 1979 als staatlich anerkannter Stamm bestätigt.
  - Shawnee Nation Ohio Blue Creek Band (auch Shawnee Nation, Ohio Blue Creek Band of Adams County, meist Pekowi, ca. 200 Stammesmitglieder)[22]
  - East of the River Shawnee Tribe (Verwaltungssitz ist Greenville, Ohio)
  - East of the River Shawnee
- Indiana
  - Upper Kispoko Band of the Shawnee Nation (Verwaltungssitz ist Kokomo, Indiana)
- Kansas
  - United Tribe of Shawnee Indians (Verwaltungssitz ist De Soto, Kansas)
- Kentucky
  - Ridgetop Shawnee Tribe of Indians (auch Ridgetop Shawnee Tribe, wurden 2009 und 2010 vom State House der Kentucky General Assembly als staatlich anerkannter Stamm bestätigt,[23][24] gelten als Nachfahren von Shawnee, schwarzen und weißen Siedlern. Sie identifizierten sich zuvor wegen der Vorurteile gegenüber Indianern als Melungeon oder Black Irish, jedoch betrachtet das American Indian Movement sie als Fake Tribe)[25]

## Berühmte Shawnee

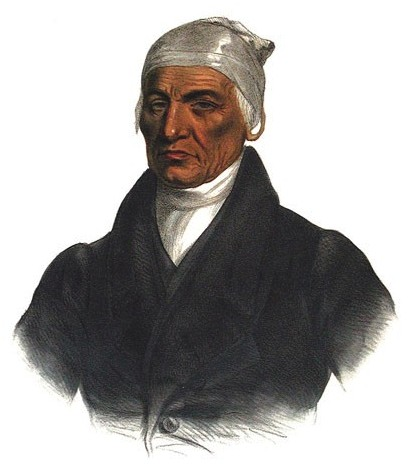
Häuptling Black Hoof

- Tecumseh (1768–1813), war einer ihrer herausragenden Häuptlinge, versuchte zusammen mit seinem Bruder Tenskwatawa alle Indianerstämme des Nordostens, Mittleren Westens sowie Südostens zu einer indianischen Allianz zu vereinen, um so den vordringenden amerikanischen Siedlern und der Frontier besser Widerstand leisten zu können, kämpfte zusammen mit den verbündeten Briten im Britisch-Amerikanischen Krieg gegen die Amerikaner. Nach der Niederlage der britisch-indianischen Allianz wurden die Shawnee nach Oklahoma umgesiedelt.
- Tenskwatawa (1775–1836), ein jüngerer Bruder von Tecumseh und Prophet einer neuen Religionsbewegung, die Tecumseh später in eine politische Bewegung umwandelte.
- Blue Jacket (ca. 1743 – ca. 1810), auch bekannt als Weyapiersenwah, war ein bedeutender Vorgänger von Tecumseh und ein Anführer im Little Turtles Krieg (auch Northwest Indian War). Blue Jacket ergab sich „Mad“ Anthony Wayne in der Schlacht bei Fallen Timbers und unterzeichnete den Vertrag von Greenville, in dem er große Teile Ohios an die USA abtrat.
- Cornstalk (ca. 1720–1777), Blue Jackets bekanntester Vorgänger, führte die Shawnee im Lord Dunmores Krieg und versuchte die Shawnee zur Neutralität während des Amerikanischen Unabhängigkeitskrieges zu bewegen.
- Black Hoof (ca. 1740–1831), auch bekannt als Catecahassa, war ein respektierter Shawnee-Häuptling der Mekoche und einer von Tecumsehs Gegenspielern. Er vertrat die Meinung, dass die Shawnee sich den Weißen kulturell anpassen müssten, um der Vernichtung zu entgehen.
- Black Fish (um 1729–1779), auch bekannt als Cot-ta-wa-ma-go, Häuptling der Chillicothe Shawnee, war ein erbitterter Gegner der euro-amerikanischen Siedler, besonders bekannt für seine Gefangennahme von Daniel Boone, den er als Bruder adoptierte, und Simon Kenton (1755–1836).
- Link Wray (1929–2005), ein bekannter Rockgitarrist, hatte Shawnee-Vorfahren.
- Sat-Okh (1920–2003), „Lange Feder“, auch Stanislaw Suplatowicz, Autor, Sohn eines Shawnee und einer Polin.

## Belletristik
Der deutsche Autor Fritz Steuben verfasste in den 1930er Jahren eine Reihe von acht Büchern über Tecumseh und das Alltagsleben der Shawnee.